# Mercedes-Benz klasy C
Mercedes-Benz klasy C – samochód osobowy klasy średniej produkowany pod niemiecką marką Mercedes-Benz od 1993 roku. Od 2021 roku produkowana jest piąta generacja modelu.

## Pierwsza generacja

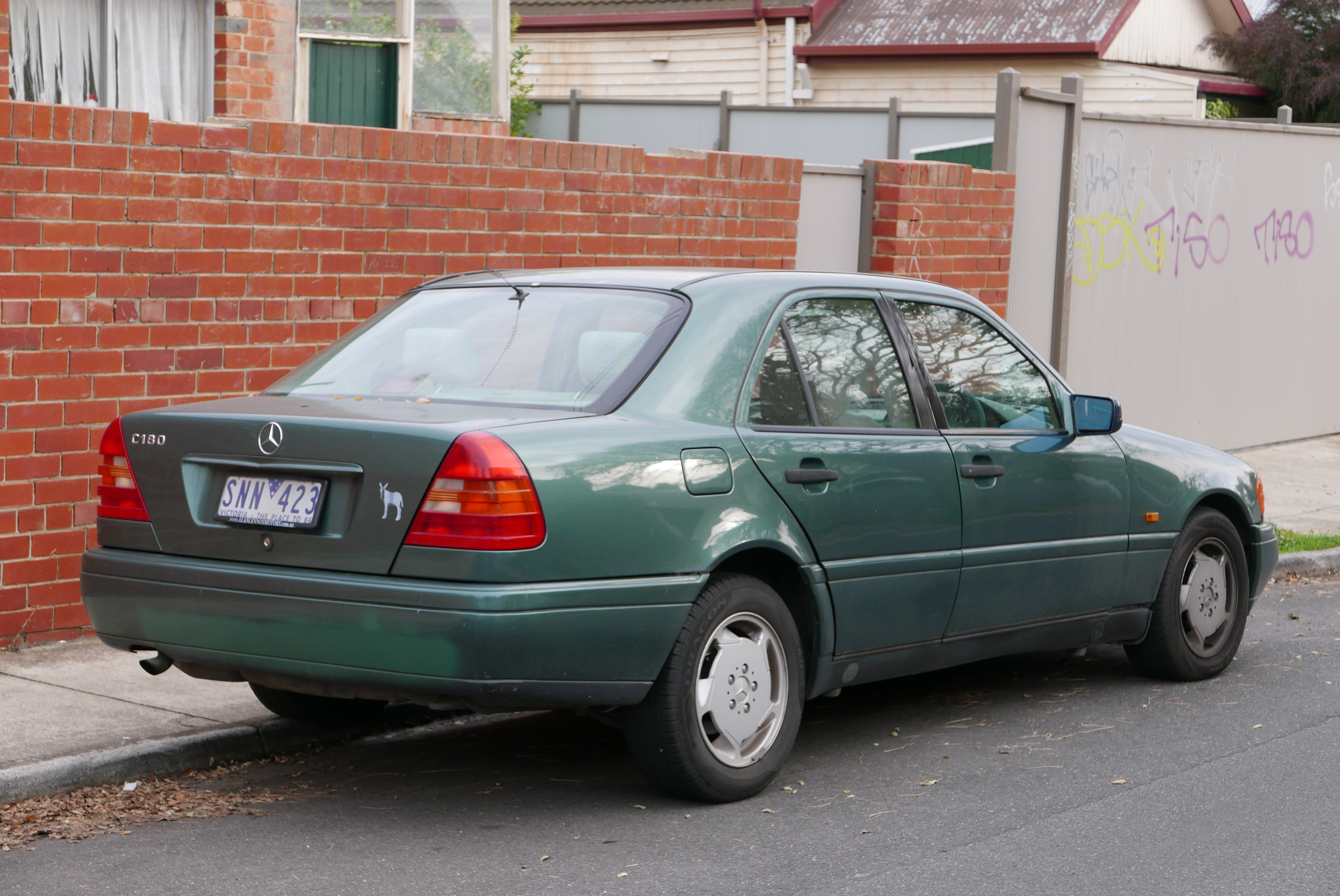
Mercedes-Benz klasy C I (W202) – tył

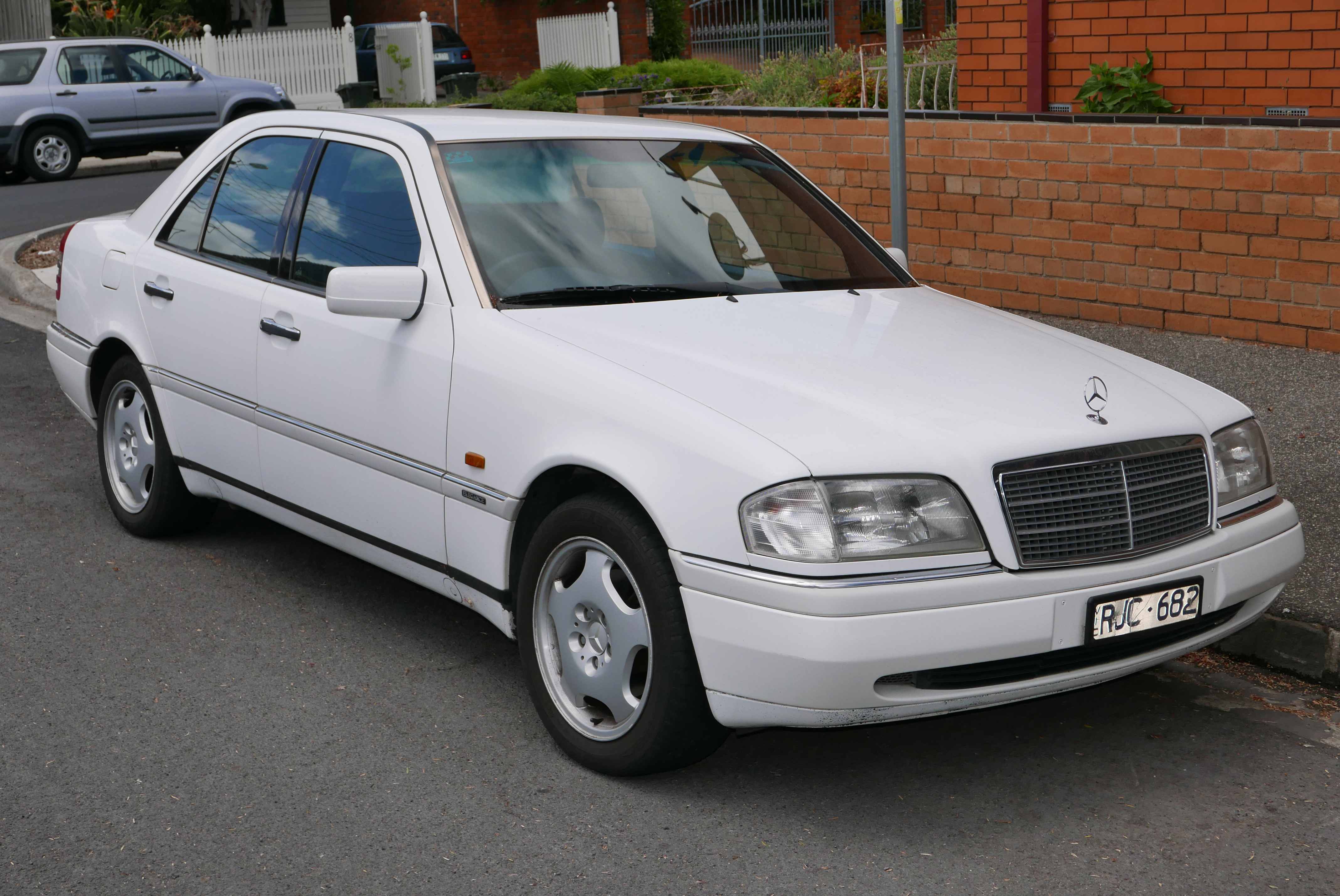
Mercedes-Benz klasy C I (W202) po liftingu

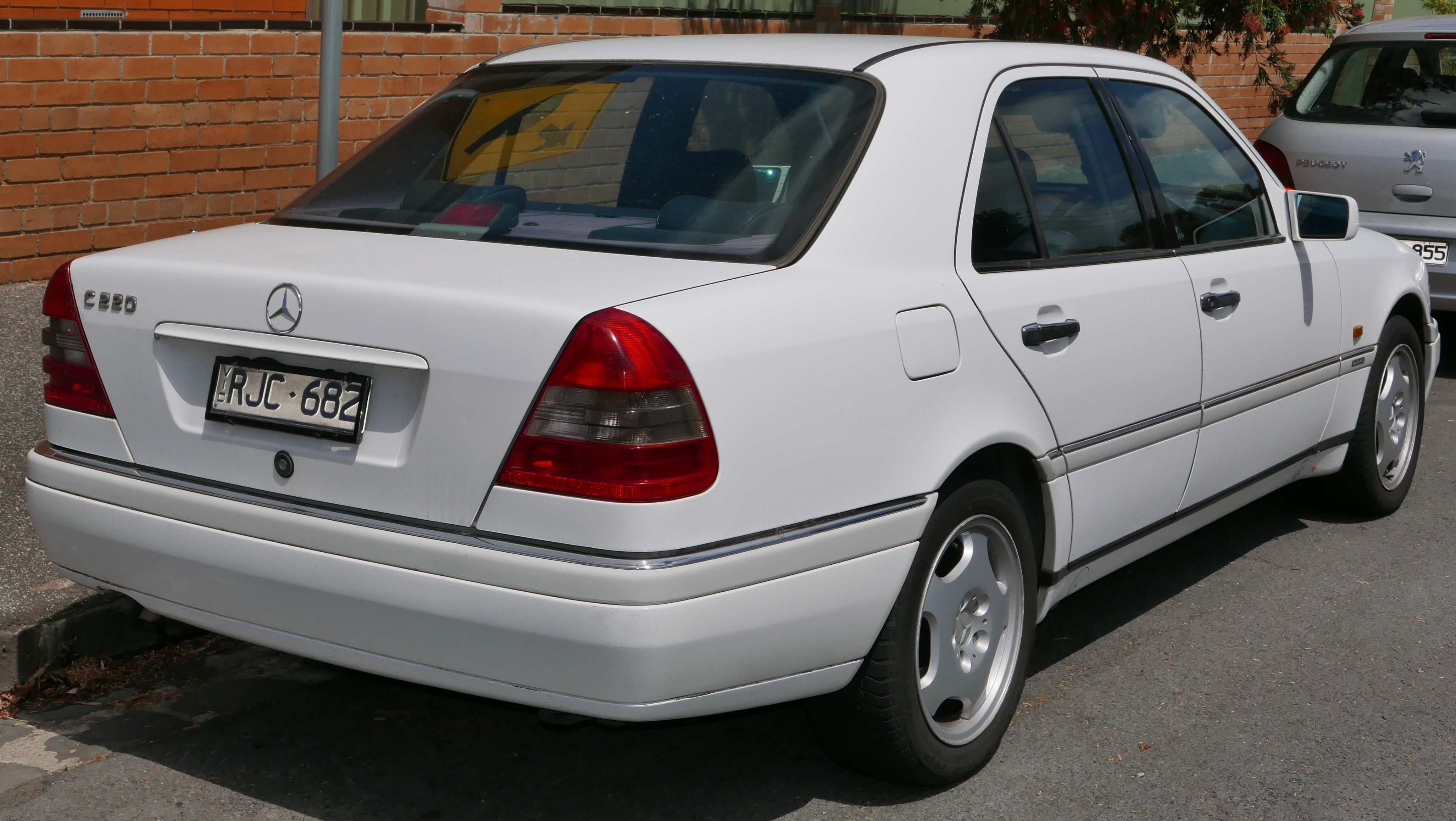
Mercedes-Benz klasy C I (W202) – tył po liftingu

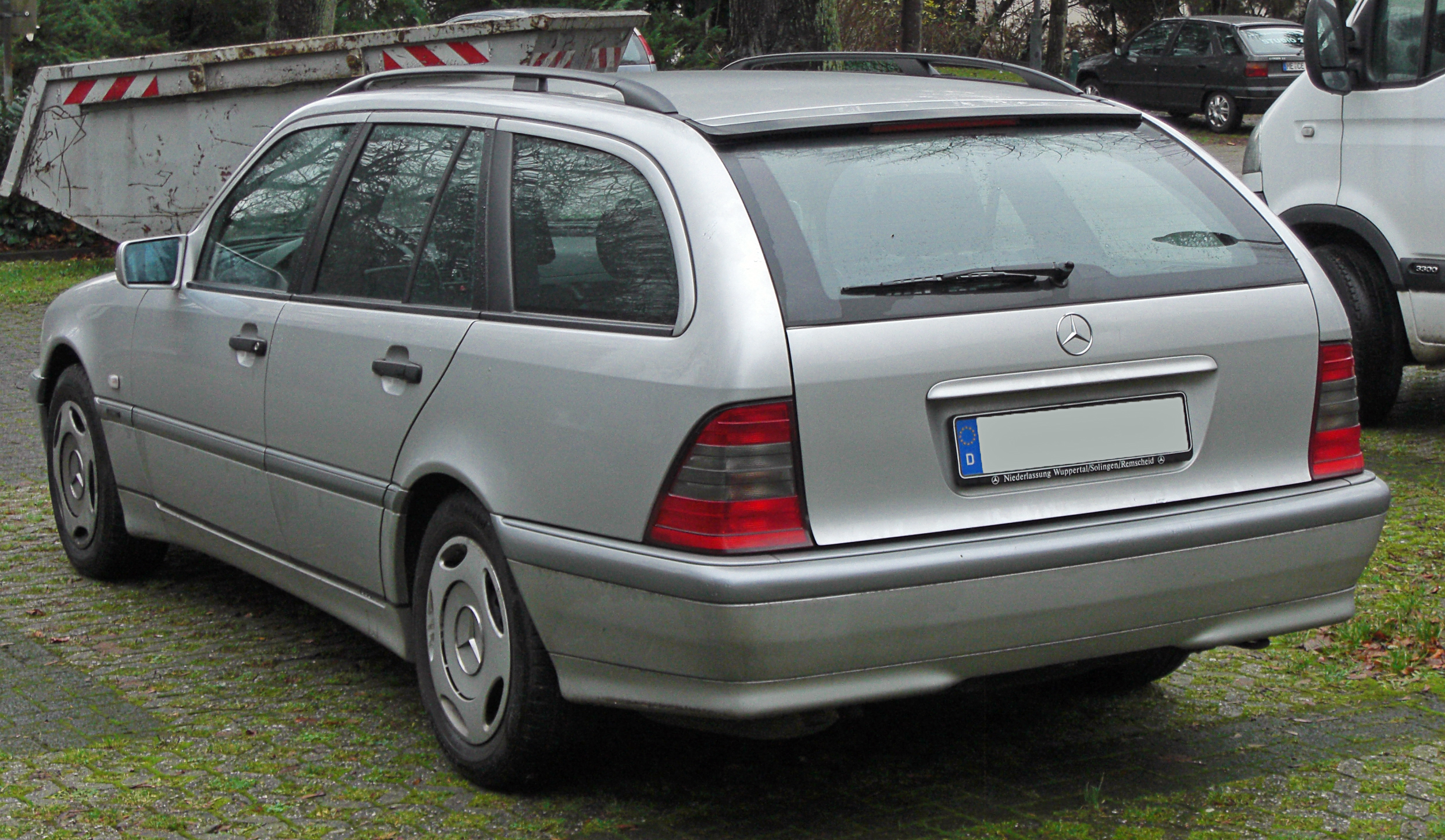
Mercedes-Benz klasy C I Kombi (S202)

Mercedes-Benz klasy C I został zaprezentowany po raz pierwszy w 1993 roku.
Samochód zaprezentowano w 1993 roku jako następcę modelu 190. Samochód zyskał kod fabryczny W202 i utrzymany był w nowym kierunku stylistycznym marki oraz nowym porządku nazewniczym, który zapoczątkowała właśnie pierwsza generacja klasy C.
Wersja kombi nosiła oznaczenie fabryczne S202. W plebiscycie na Europejski Samochód Roku 1994 model zajął 3. pozycję (za Fordem Mondeo MkI i Citroënem Xantią) i trafiła do produkcji w 1996 roku. Oprócz tego, w tym samym roku samochód zdobył tytuł North American Car of the Year.
W porównaniu do poprzednika miał smuklejsze linie nadwozia, oferował więcej miejsca w środku oraz posiadał udoskonalone systemy aktywnego i pasywnego bezpieczeństwa pasażerów. Komfort został dostrzegalnie ulepszony, nawet jeśli pozorne różnice były niezauważalne. W standardzie znalazły się pełnowymiarowa poduszka powietrzna kierowcy, system bezpieczeństwa bocznego uderzenia, system ABS, wspomaganie kierownicy, pięciostopniowa manualna skrzynia biegów oraz centralny zamek. Ceny były minimalnie wyższe od Mercedesa-Benza 190.
Następną innowacją był pomysł na inny design i linie stylizacji: obok wersji podstawowej Base, która od 1995 została nazywana Classic, były dostępne trzy inne wersje: Esprit, Elegance i Sport. Te trzy warianty stanowiły około ⅓ wszystkich sprzedanych samochodów.
W kwietniu 1993 roku koncern zaprezentował na targach we Frankfurcie W202 z silnikami C180, C200, C220, C280, C200D, C220D, C250D. Nie minęło pół roku, a już we wrześniu dodano C36 AMG, którego sprzedaż ruszyła na początku 1994 roku.
W 1995 roku Mercedes zaproponował W202 w wariancie z silnikiem C230 Kompressor, oznaczało to zakończenie 50-letniej przerwy niestosowania mechanicznych sprężarek. Kompresor podbił moc C230 do 193 KM, tym samym dorównując mocą modelowi C280. Ponadto oferował większy i „dłużej” dostępny moment obrotowy, nie powodując większego zużycia paliwa i większego zatrucia środowiska. Dla eksportu do Włoch, Grecji i Portugalii, producent przygotował wersję C200 Kompressor.
Oprócz doładowanego silnika benzynowego, pojawił się model C250 Turbo Diesel. Był pierwszym samochodem osobowym z silnikiem w technologii czterozaworowej na cylinder, turbiną napędzaną spalinami oraz z chłodzeniem powietrza doładowanego (intercooler). Nowy model bazując na wolnossącym Dieslu C250, osiągnął moc 150 KM i maksymalny moment obrotowy 280 Nm dostępny już od 1800 obr./min. Wynikiem było osiągnięcie najmocniejszego silnika wysokoprężnego w swojej kategorii, w dodatku osiągającego niskie spalanie i niską emisję spalin.
W lutym 1996 pojawił się model T, czyli kombi o usportowionym charakterze i wewnętrznym symbolu S202, wkraczający na nowe obszary rynku. Był oferowany w tych samych wariantach co sedan do tej pory i był produkowany w tych samych zakładach w Bremie (Niemcy).
Początkowo dostarczano kombi z trzeba silnikami benzynowymi (C180, C200 i C230 niedostępnym jeszcze w sedanie) oraz dwoma Dieslami: C220D oraz C250D. C200 Kompressor oraz C200D były oferowane jedynie na eksport.
W czerwcu 1996 roku C220 został zastąpiony modelem C230, wraz z którym przyszedł nowy sposób zasilania benzyną innych silników benzynowych wolnossących – 1,8 i 2-litrowe silniki wyposażono w system wtrysku HFM z przepływomierzem (zamiast poprzednio używanego czujnika ciśnienia względnego powietrza wraz z pomiarem temperatury) oraz zmienne fazy rozrządu, wynikiem czego było mniejsze zużycie paliwa, mniejsza emisja spalin, silnik wymagał rzadszych przeglądów, które były tańsze dla nowych silników.
Przeprowadzenie face liftingu w czerwcu 1997 roku było również zaznaczeniem pewnego wydarzenia dla serii 202 – w tym samym czasie sprzedano milion sztuk egzemplarzy. Z tej okazji wprowadzono nowy, 170-konny silnik C240 w układzie V6, który otwierał wrota dla mniej zamożnych klientów chcących nie za duży sześciocylindrowy silnik, zastępując będącego krótko na rynku C230. Dodatkowo lifting przeszedł C280, który został również zastąpiony widlastą jednostką V6 – kolejny raz powodem były normy emisji spalin, co przyczyniło się do obniżonej konsumpcji paliwa. Face lifting również oznaczał wycofanie „starego” modelu AMG C36.
Oprócz zmian silnikowych, face lifting oznaczał zmianę nadwozia – m.in. zderzaki i progi, lampy, przednia atrapa oraz wnętrza – tapicerki, boczki drzwi. Zmiany odnotowano również w liście standardowego wyposażenia: cztery poduszki z przodu (dwie przednie i dwie boczne), system BAS, elektroniczny system ASR we wszystkich modelach oprócz C180 i C220D, unowocześniony system ASSYST, nowy kluczyk „rybka” (odpalenie samochodu polega na komunikacji przez podczerwień w stacyjce i kluczyku, a otwieranie samochodu przez radio; w sedanie możliwość otworzenia klapy bagażnika z kluczyka; przed liftingiem stacyjka na metalowy grot, a otwieranie samochodu przez podczerwień). Na liście opcjonalnej pojawiły się nowe rozszerzenia: PTS, czyli czujniki parkowania, APS, czyli system nawigacji zintegrowany w radiu, nowy tempomat, sensor deszczu i reflektory ksenonowe z systemem samopoziomowania.
W październiku tego samego roku, pojawił się nowy model AMG C43 wyposażony w silnik 4,3 litra znany z modelu W210 E430 V8 generując podwyższoną moc 306 KM. Standardowo wyposażony w system stabilizacji toru jazdy ESP i automatyczną skrzynią biegów.
Na C43 AMG się nie skończyło i Mercedes-Benz na targach zaprezentował kolejną nowość: pierwszego Mercedesa z silnikiem Diesla na bezpośrednim wtrysku Common Rail. Oferował 125 KM oraz 300 Nm od 1800 obr./min, co czyniło go najsilniejszym pod względem momentu obrotowego silnikiem w klasie, a dodatkowo wyznaczył nowy standard spalania i zanieczyszczeń środowiska. Sprzedaż ruszyła w grudniu 1997 roku. W połowie następnego roku do oferty dodano zmodyfikowaną C220CDI, model C200CDI o mocy 102 KM, które wyparło z listy C220D (było dostępne jedynie dla taksówek).

### Wersje stylizacji
„Mała Mercedes” oferowała od początku do końca cztery główne linie stylizacji, częściowo powiązane z poziomem wyposażenia seryjnego:
Classic – podstawowa, najtańsza wersja, właściwie nazywana od września 1995 roku. Z silnikiem C180 i manualną skrzynią biegów kosztowała w maju 1993 roku około 40 000 DM. Wewnątrz brak było charakterystycznego drewna dla Mercedesów; delikatne wzory tapicerek. Listwy zewnętrzne Classica były z czarnego plastiku. Po głównym liftingu listwy były lakierowane, a na konsoli środkowej pojawiło się drewno Alameda i czarny dąb na listwach drzwi – inne niż w Elegance.
Esprit – przeznaczona dla młodych ludzi. Kolorowe (inne niż w Classicu) wzory tapicerek (często pod kolor nadwozia). Wewnątrz czarne elementy dekoracyjne aż do liftingu – pojawił się na konsoli środkowej materiał bardzo podobny do włókna węglowego (inny niż w wersji Sport). Listwy w Espricie były z czarnego plastiku, po głównym liftingu jak w Classicu. Zawieszenie obniżono o 25 mm.
Elegance – symbol luksusu i elegancji: drewno z orzecha włoskiego. Prócz tego, jasne wersje tapicerek „kolorowały” plastiki na podobny kolor (czego nie było w Espricie i Classicu). Elegance otwierało przed nami kolejną listę wyposażenia opcjonalnego (m.in. 6 kolorów skórzanych tapicerek). Listwy zewnętrzne od początku produkcji lakierowane w innym odcieniu, dodatkowo ozdobione chromem; chrom na klamkach. Zawieszenie w zależności od roku produkcji występowało w dwóch wersjach. Po tzw. półlifcie było identyczne jak w wersji Classic.
Sport – usportowiona wersja. Kierownica w stylu SL; przednie fotele z poprawionym trzymaniem bocznym; do dyspozycji głównie czarne tapicerki w kratę. Dwa kolory wnętrz – czarna (materiałowa i skórzana) i szara (skórzana; plastiki w ciemno szare). Elementy dekoracyjne z plastiku o strukturze włókna węglowego. Zawieszenie zostało obniżone o 25 mm i utwardzone. Zmieniony układ kierowniczy na bardziej bezpośredni.
Mercedes-Benz stosuje bardzo długą listę wyposażenia opcjonalnego, w związku z czym można doposażyć każdą stylizację niemal we wszystko, bardzo nieliczne opcje są rezerwowane dla określonych stylizacji, wersji limitowanych bądź silników.
We wszystkich wersjach przed liftingiem standardowo stosowano ogumienie 195/65 R15 o indeksie prędkości H (dla silników 4-cylindrowych), 195/65 R15 V (dla silników 6-cylindrowych) oraz 205/60 R15 o odpowiednim indeksie dla wersji Sport. AMG stosowało ogumienie 225/45 R17 z przodu i 245/40 R17 z tyłu.

### Limitowane edycje

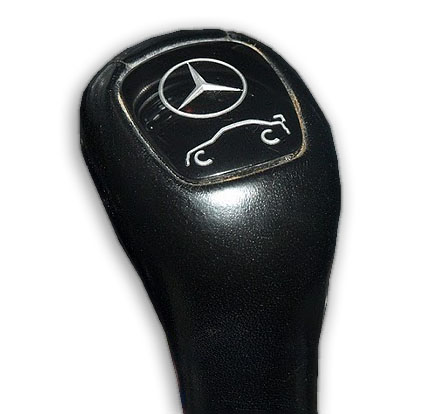
1994: Logo Sport DTM-Edition

Daimler-Chrysler praktycznie co roku oferował limitowaną edycję którejś z wersji wyposażeniowej. Dzięki temu przyciągał klientów, a każda z wersji oferowała coś więcej niż standard. Taka oferta była dostępna tylko przez krótki czas, a koszt był na tyle mały, że warto było dopłacać do tzw. specjalnego modelu.
Sport DTM-Edition – wrzesień 1994 – pierwsza edycja specjalna C-klasy. Po „dołożeniu” tego pakietu, samochód wzbogacał się o alufelgi AMG (popularne monoblocki) o rozmiarze 17" (opony 225/45 R17), lakier metalizowany, listwy progowe i gałkę zmiany biegów sygnowane logiem „DTM” – obrys pojazdu z tylnym spojlerem. Cechą charakterystyczną były tylko trzy kolory lakieru: srebrny metalik, morska zieleń oraz (limitowany) szafirowo-czarny.
C180 Classic Plus – wrzesień 1995 – dokładnie rok później zaoferowano kolejną edycję nazywaną Classic Plus. Pakiet dotyczył tylko wersji z silnikiem C180 – najpopularniejszym z całej oferty. Wersje dodatkowo wyposażano w pięcioramienne felgi w rozmiarze 15" (opony 205/60 R15), radio-odtwarzacz CD Sony lub Becker. lakier metalizowany oraz szklany szyberdach.
Esprit ATP-Tour – wrzesień 1995 – równolegle do Classic Plus. Wyposażenie dodatkowe: alufelgi pięcioramienne 15" (opony 205/60 R15), przednie szyby elektryczne i otwór na narty w tylnej kanapie oraz możliwość jej złożenia. W tej wersji występowała popielniczka, tylko za dopłatą.
Sport ATP-Tour – wrzesień 1996 – kolejna edycja, znowu dotycząca wersji Sport. Oferowano: alufelgi AMG 17" (opony 225/45 R17), lakier metalizowany, przyciemniane klosze tylnych lamp, czarna skórzana tapicerka, skórzana kierownica o nowym kształcie (w stylu SL), elektryczne szyby, tylny podłokietnik, stalowe listwy progowe sygnowane napisem „Mercedes-Benz”.
Esprit Champion Limited – marzec 1998 – dotyczył tylko nadwozi kombi. Dodatkowo samochód otrzymywał klimatyzacje, przedni podłokietnik, pięcioramienne alufelgi w rozmiarze 15" (opony 205/60 R15) oraz radio MB Special z RDS.
Classic Selection Limousine – lipiec 1999 – jedna z ostatnich limitowanych opcji wyposażenia. Dodatkowo oferowano klimatyzacje, przedni podłokietnik, sześcioramienne felgi 15" z oponami 195/65 R15 oraz radio – MB Audio 10.
Esprit Selection – lipiec 1999 – identycznie jak wyżej wymieniony Classic pochodzi z lipca 1999 roku, lecz oferta dotyczy tylko nadwozi Kombi. Wyposażenie poszerzano podobnie jak Classica: o klimatyzacje, przedni podłokietnik, alufelgi 16" z oponami 205/55 R16 oraz radio MB Audio 10.
Classic Selection – kwiecień 2000 – ostatni model specjalny klasy C. Dotyczyła modeli kombi, a wyposażenie poszerzano (już standardowo) o: klimatyzacje, przedni podłokietnik, sześcioramienne alufelgi (opony 195/65 R15) i radio MB Audio 10.

### Kalendarz produkcji
1993:
Kwiecień – premiera C-klasy z nadwoziem sedan i silnikami: C180, C200, C220, C280, C200D, C220D, C250D;
Maj – rozpoczęcie sprzedaży W202;
Wrzesień – do oferty dodano C36 AMG;
1994:
Grudzień – w standardzie: nowe gałki zmiany biegów i pokrętła od regulacji nawiewów, kluczyk na podczerwień z immobilizerem FBS2 (kod 880), poduszka pasażera oraz rozbudowana regulacja fotela pasażera (oprócz Classic);
1995:
Luty – pięćset tysięczna C-klasa zjechała z taśmy produkcyjnej na początku miesiąca;
Wrzesień – „mały lifting”, zmiany w silnikach: do oferty dodano C230K, C250TD (zamiast C250D), wycofano C200D; podstawowy rozmiar kół 195/65 R15;
1996:
Luty – oferta poszerzona o nadwozie kombi;
Czerwiec – zamiany w silnikach; C230 zamiast C220 (poprawiono rozłożenie momentu obrotowego);
Sierpień – nowa automatyczna skrzynia biegów: teraz o pięciu przełożeniach i sterowana elektronicznie; zmienne fazy rozrządu w wolnossących czterocylindrowych silnikach benzynowych;
1997:
Czerwiec – facelifting; do oferty dodano C240 V6 (zamiast C230) oraz C280 V6 (zamiast rzędowego C280); wycofano ze sprzedaży C36 AMG;
Wrzesień – do oferty dodano C200K oraz C43 AMG w miejsce C36 AMG;
Grudzień – do oferty dodano C220CDI na wtrysku Common Rail;
1998:
Kwiecień – kolejny silnik CDI (modyfikowany C220CDI) – C200CDI o mocy 102 KM zamiast C220D;
2000:
Kwiecień – rozpoczęcie produkcji W203
Maj – zakończenie produkcji W202 w nadwoziu sedan
2001:
Kwiecień – zakończenie produkcji W202 w nadwoziu kombi

### „Mały” face lifting
Zmiany po wrześniu 1995:
– wszystkie wersje stylizacyjne miały białe kierunkowskazy z przodu i z tyłu;
– nowe lakiery i tapicerki, nowe elementy dekoracyjne dla wersji Elegance i Sport;
– zmiany elektryczne: nowy licznik; częściowe wprowadzenie instalacji CAN – komunikacja między komputerami pokładowymi (silnika, skrzyni itd), licznikiem;
– zmiany mechaniczne: nowe sworznie wahaczy przednich dolnych – zgodne z montowanymi w W210, przednia oś została poszerzona o 6 mm;
– zmiany wizualne: nowy sterownik nadmuchu Tempmatic oraz Thermatic z dużym wyświetlaczem.
Wszystko miało na celu upodobnienie klasy C z nową klasą E.
W czerwcu 1996 nowe reflektory przednie (układ H7-H1-H1 zamiast H1-H1-H3) o bardziej przeźroczystym szkle – dla całej gamy W202.

### Facelifting
Zmiany po czerwcu 1997 roku:
- nowe zderzaki oraz plastikowe progi optycznie obniżające samochód;
- na aucie nie występowały już elementy z czarnego, matowego plastiku;
- przednia atrapa o rzadszym użebrowaniu;
- tylne lampy w każdej wersji przyciemniane;
- nowe alufelgi w standardzie i w opcji; w wersji Sport koła 16" w standardzie;
- antena radia w sedanie przeniesiona z lewego tylnego błotnika do tylnej szyby;
- elektroniczny kluczyk z elektryczną blokadą kierownicy i immobilizerem FBS3;
- nowy licznik z systemem Assyst;
- nowy panel sterujący oświetleniem wewnętrznym;
- nowe wzory tapicerki wraz z nowymi boczkami, nowe rodzaje elementów dekoracyjnych;
- zmieniona kierownica – styl ówczesnego SL – i zegary – białe blaty – dla wersji Sport.

### AMG
W listopadzie 1993 roku, DaimlerChrysler na IAA we Frankfurcie zaprezentował najmocniejszą odmianę seryjnie produkowanej C-klasy – model C36 AMG.
Charakteryzował się silnikiem o pojemności 3606 cm³ i generował maksymalną moc rzędu 280 KM przy 5750 RPM oraz maksymalnym momencie obr. 385 Nm przy 4000–4750 RPM. Był to przeprojektowany przez firmę AMG 24-zaworowy silnik Mercedesa o pojemności 3,2 litra (220 KM), znany na przykład z modelu W124. Standardowo połączony z czterobiegową przekładnią automatyczną.
Seryjna produkcja rozpoczęła się na pod koniec 1993 roku i trwała do zastąpienia następną wersją AMG – modelem C43.
Koniec roku 1997 zapowiadał zmiany w prawdziwie sportowych edycjach W202. Na International Automobile Fair, debiutowały dwa T-modele: zaraz obok zwyczajnego C220CDI, uplasował się model C43 AMG, pierwszy ośmiocylindrowiec w gamie C-klasy.
Wyposażony w 4266 cm³ silnik, znany z E430 W210, wykonany w technologii trójzaworowej (2 dol., 1 wyd.), i ciekawej jak na Mercedesa, technologii „Double-ignition”, czyli wykorzystanie dwóch świec zapłonowych na cylinder. Zmodyfikowany wałek rozrządu, dolot oraz układ wydechowy zaowocował maksymalną mocą 306 KM osiąganą przy 5750 RPM oraz bagatelnym maksymalnym momentem obr. 410 Nm osiąganym od 3250 RPM do 5000 RPM. Połączony w standardzie z nową, pięciobiegową skrzynią automatyczną sterowaną elektronicznie, ponadto automatyczną klimatyzacją Thermatic oraz elektronicznym stabilizatorem toru jazdy ESP. Był idealną konkurencją dla BMW M3 czy Audi RS4 oraz stał się topowym modelem W202.
Model C55 wyposażony w 24-zaworowy silnik o pojemności 5439 cm³ (czyli 5,4 litra) z większego modelu W210 E55 AMG był również silnikiem o widlastym układzie ośmiu cylindrów. Produkował nieco zmniejszoną moc 347 KM i moment obrotowy 510 Nm.
Wersja „przedliftingowa” C36 wyposażona została w zderzaki oraz progi pasujące w modę wczesnych lat 90: duże, o ostrych liniach, optycznie obniżające samochód i ospojlerowane. Samochód bazował na wersji Sport, co można poznać po plakietkach na bocznych listwach. Dodatkowo wokół samochodu pojawił się chrom na listwach jak w Elegance. Listwy pozostały w kolorze nadwozia.
Pakiet stylistyczny C43 (i C55) stylistycznie wprowadzał C-klasę w lata 2000. Nadmuchane i okrągłe kształty – charakterystyczne boczne przetłoczenia można odnaleźć w Mercedesach do dziś. Zrezygnowano z chromu wokół samochodu. Wszystkie detale w kolorze nadwozia.
Trudno jest w jasny sposób określić jak wyglądało wnętrze klas C w wersjach AMG. Przede wszystkim oparte były one na wersjach Sport: kierownica, tapicerki, wykończenia. W C36 elementem dodatkowym była: kierownica w stylu SL i gałka obszyte skórą czarno-białą, białe wnętrze zegarów (czarne blaty). Tapicerka materiałowa w kratę; w opcji skórzana tapicerka. Przy takich pieniądzach często decydowano się na pakiety stylizacyjne Designo: dowolna kolorystyka, lakiery na zamówienie (dedykowane i z innych modeli), drewno zamiast plastikowego włókna węglowego. Z kolei C43 dostało nową kierownicą, bardzo podobną do tych montowaną w „zwykłych” Sportach (styl SL). Opcją dodatkową była czarno-biała (czarno-srebrna) tapicerka. Zegary zostały bez zmian kolorystycznych z wersji Sport. Można powiedzieć, że było mniej indywidualne od C36 AMG.

### Benzynowe
| Model:          | Silnik:                                    | Produkowane od:               | Przyspieszenie 0–100 km/h: | V-max:          |
| --------------- | ------------------------------------------ | ----------------------------- | -------------------------- | --------------- |
| C180            | 1799 cm³; R4 16V; 122 KM (90 kW), 170 Nm;  | maj 1993                      | 12,0 s 13,0 s (aut.)       | 193 km/h        |
| C200            | 1998 cm³; R4 16V; 136 KM (100 kW), 190 Nm; | maj 1993                      | 11,0 s 11,5 s (aut.)       | 203 km/h        |
| C200 Kompressor | 1998 cm³; R4 16V; 180 KM (132 kW), 260 Nm; | wrzesień 1995 – lipiec 1996   | 8,8 s                      | 225 km/h        |
| C200 Kompressor | 1998 cm³; R4 16V; 192 KM (141 kW), 270 Nm; | lipiec 1996                   | 8,4 s                      | 227 km/h        |
| C220            | 2199 cm³; R4 16V; 150 KM (110 kW), 210 Nm  | maj 1993 – sierpień 1996      | 10,5 s 10,6 s (aut.)       | 210 km/h        |
| C230            | 2295 cm³; R4 16V; 150 KM (110 kW), 210 Nm  | maj 1996 – czerwiec 1997      | 10,5 s 10,6 s (aut.)       | 210 km/h        |
| C230 Kompressor | 2295 cm³; R4 16V; 193 KM (142 kW), 280 Nm  | wrzesień 1995                 | 8,4 s                      | 230 km/h        |
| C240            | 2398 cm³; V6 18V; 170 KM (125 kW), 225 Nm  | czerwiec 1997                 | 9,3 s 9,9 s (aut.)         | 218 km/h        |
| C280            | 2799 cm³; R6 24V; 197 KM (145 kW), 270 Nm  | maj 1993 – Maj 1997           | 9 s 8,5 s (aut.)           | 230 km/h        |
| C280            | 2799 cm³; V6 18V; 197 KM (145 kW), 265 Nm  | maj 1997                      | 8,3 s 8,5 s (aut.)         | 232 km/h        |
| C36 AMG         | 3606 cm³; R6 24V; 280 KM (206 kW), 385 Nm  | wrzesień 1993 – czerwiec 1997 | 6,7 s (aut.)               | 250 km/h (ogr.) |
| C43 AMG         | 4266 cm³; V8 24V; 306 KM (225 kW), 410 Nm  | październik 1997              | 6,5 s (aut.)               | 250 km/h (ogr.) |
| C55 AMG         | 5439 cm³; V8 32V; 347 KM (255 kW), 510 Nm  | 1999–2000 (2001 dla Kombi)    | 5,5 s (aut.)               | 250 km/h (ogr.) |

### Wysokoprężne
| Model:  | Silnik:                                   | Produkowane od:              | Przyspieszenie 0–100 km/h: | V-max:   |
| ------- | ----------------------------------------- | ---------------------------- | -------------------------- | -------- |
| C200D   | 1997 cm³; R4 8V; 75 KM (55 kW), 130 Nm    | luty 1993 – październik 1995 | 19,6 s 21,1 s (aut.)       | 160 km/h |
| C200CDI | 2151 cm³; R4 16V; 102 KM (75 kW), 235 Nm  | kwiecień 1998                | 13,4 s 13,7 s (aut.)       | 183 km/h |
| C220D   | 2155 cm³; R4 16V; 95 KM (75 kW), 150 Nm   | sierpień 1993                | 16,3 s 17,4 s (aut.)       | 175 km/h |
| C220CDI | 2151 cm³; R4 16V; 125 KM (92 kW), 300 Nm  | październik 1997             | 10,5 s 10,8 s (aut.)       | 198 km/h |
| C250D   | 2497 cm³; R5 20V; 113 KM (83 kW), 170 Nm  | czerwiec 1993 – lipiec 1996  | 15 s 15,3 s (aut.)         | 190 km/h |
| C250TD  | 2497 cm³; R5 20V; 150 KM (110 kW), 280 Nm | wrzesień 1995                | 10,2 s 9,9 s (aut.)        | 203 km/h |

## Druga generacja

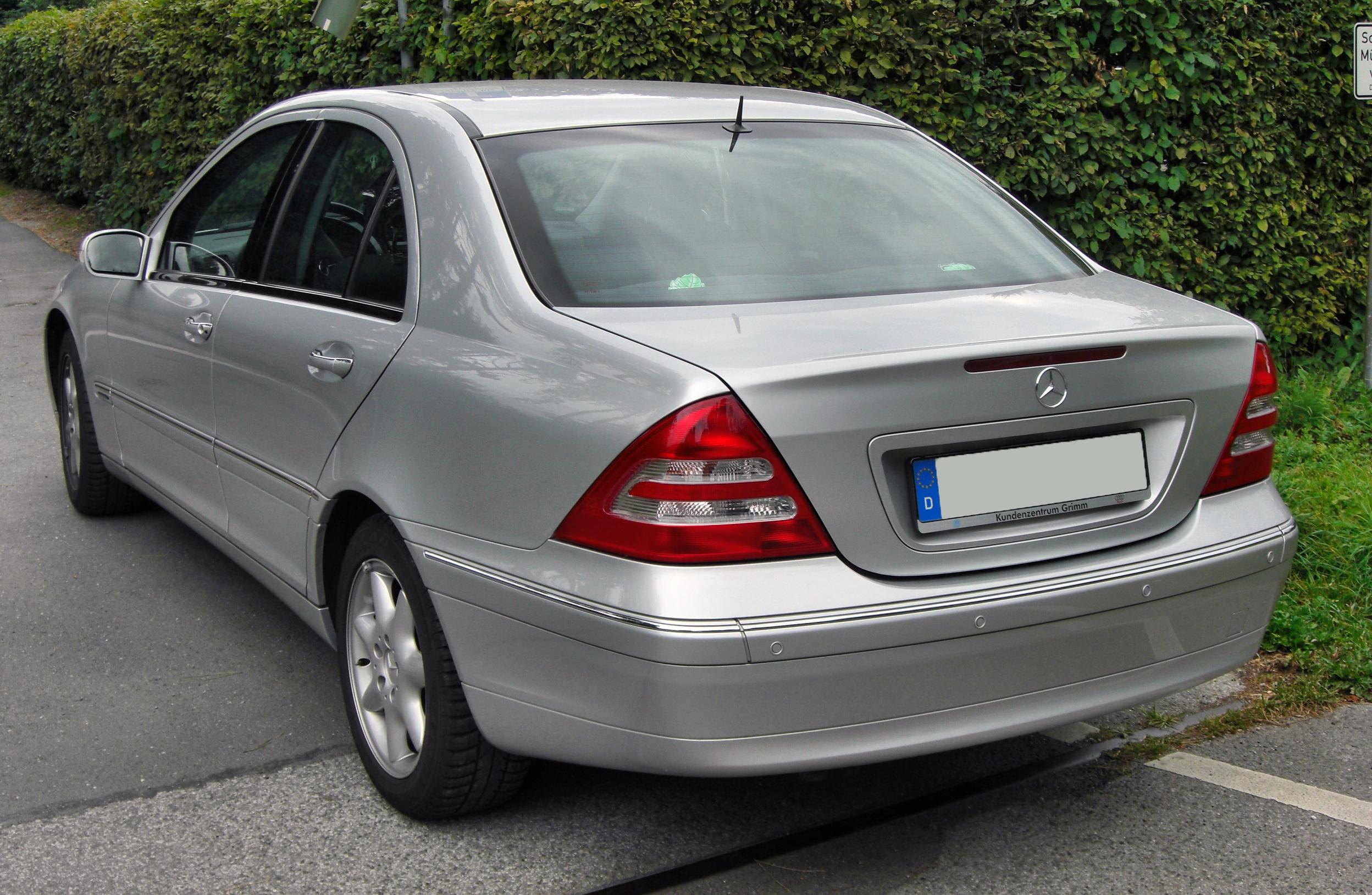
Mercedes-Benz klasy C II (W203) – tył

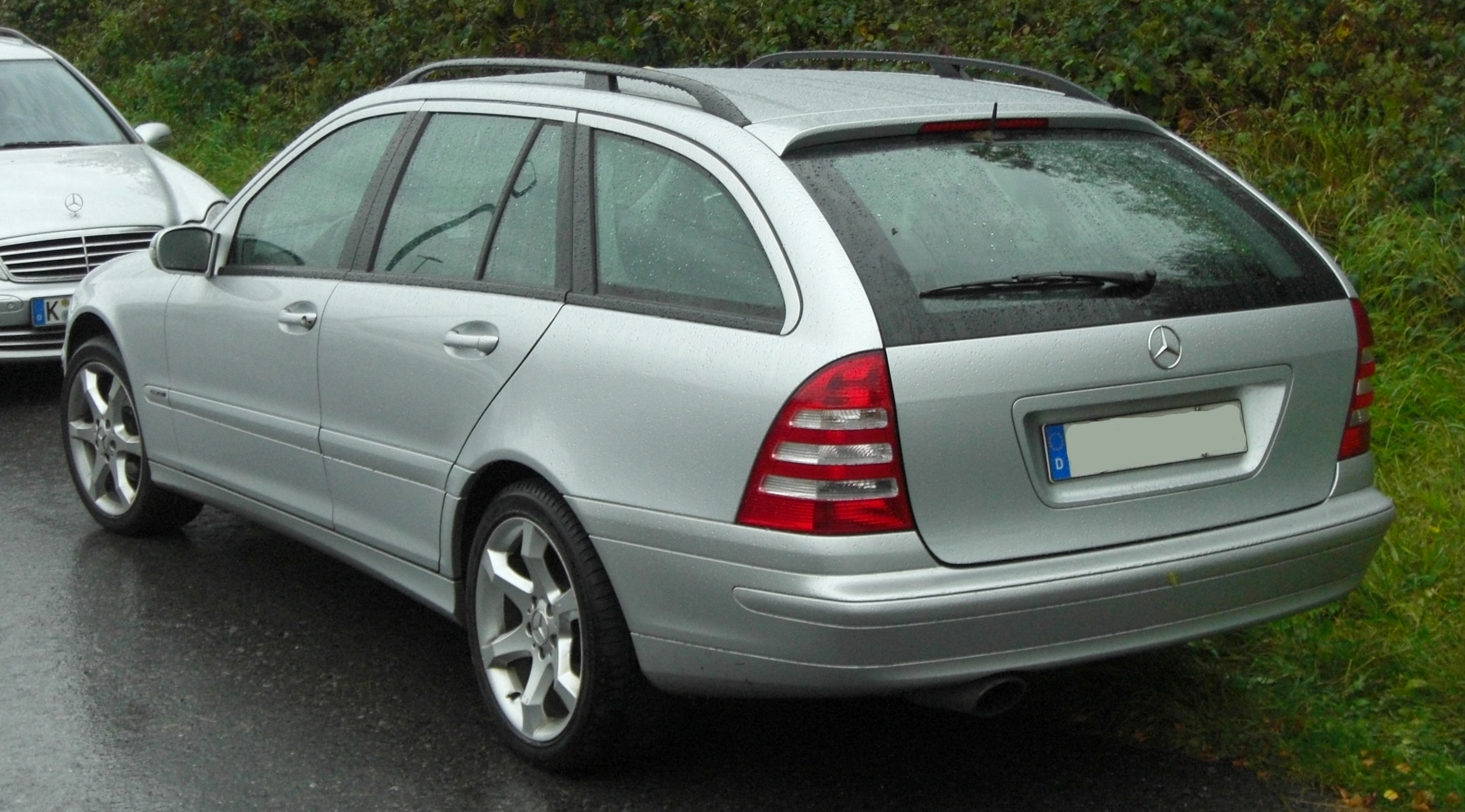
Mercedes-Benz klasy C II Kombi (S203) – tył

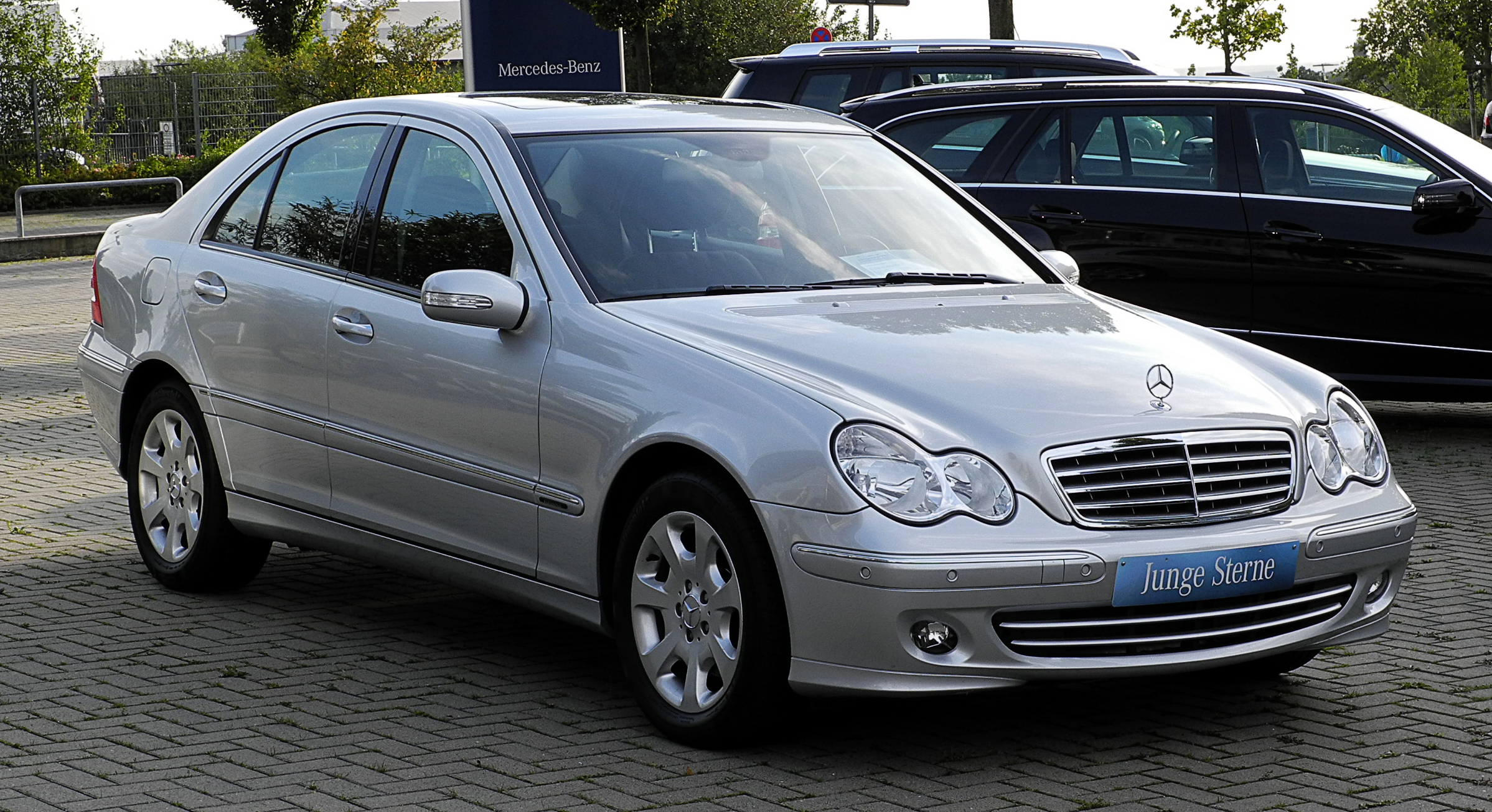
Mercedes-Benz klasy C II (W203) po liftingu

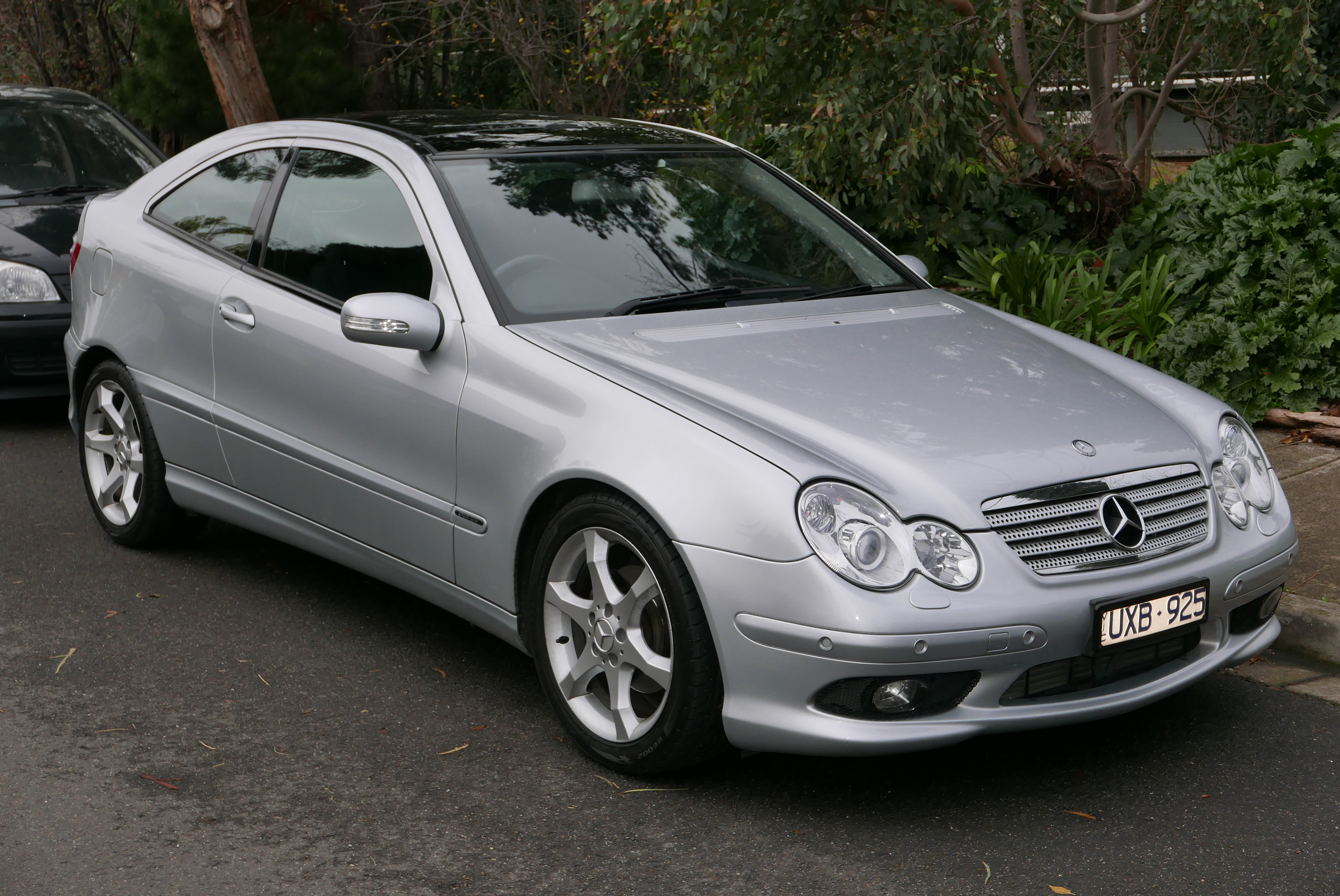
Mercedes-Benz klasy C SportCoupé (CL203)

Mercedes-Benz klasy C II został zaprezentowany po raz pierwszy w 2000 roku.
Rynkowy debiut tego modelu odbył się w roku 2000. Samochód zyskał kod fabryczny W203 dla sedana oraz S203 dla kombi. Od poprzednika wyróżniał się gruntownie przemodelowaną stylistyką. Na początku oferowany był z cztero- i sześcio-cylindrowymi silnikami benzynowymi i Diesla. Silniki benzynowe z początku były przejęte z poprzednich modeli jako zmodyfikowane jednostki spełniające normy emisji spalin Euro 4. Od 2002 roku weszły na rynek całkowicie nowe silniki benzynowe o innych pojemnościach i oznaczeniach. Jednostki napędzane olejem napędowym wyposażone były w szynę paliwową common rail oraz turbosprężarki o zmiennej geometrii. Po raz pierwszy oznaczenie modelu nie wiązało się ściśle z pojemnością silnika – modele z okresu 2000–2002: C180 (2,0); C240 (2,6); 2002–2007: C200 (1,8); C200K (1,8); C230 (2,5).
Mercedes w 2001 roku uzupełnił ofertę modelową o nadwozie typu kombi zwaną T-Model. W 2001 roku paleta silnikowa została rozszerzona o kolejne mechanicznie doładowane jednostki czterocylindrowe o pojemności 1,8 l, jednak różniące się mocą maksymalną. W 2002 roku Mercedes W203 otrzymał maksymalną ocenę pięciu gwiazdek w teście zderzeniowym Euro NCAP.
Na początku 2004 roku nieco odświeżono model, zmieniając stylistykę wnętrza, tylne lampy w wersji nadwoziowej Sportcoupe oraz dodając do palety nowe sześciocylindrowe silniki. Dodatkowo niektóre wersje silnikowe można było nabyć z nową, siedmiostopniową, automatyczną skrzynią biegów 7G-TRONIC.
Ostatni sedan tej generacji C-Klasy wyjechał z fabryki w Sindelfingen 14 grudnia 2006 roku.

### SportCoupé
W 2000 roku Mercedes-Benz opracował model oparty na klasie C (W203), lecz plasowany w niższej, kompaktowej klasie. Był to model klasa C SportCoupé, który pozwolił Mercedesowi zaznaczyć swoją obecność w segmencie C jako odpowiedź na BMW serii 3 Compact. Samochód produkowano w innych latach i kierowano go do innej klienteli.
Koncepcja kompaktowego hatchbacka opartego na większej klasie C kontynuowana była jeszcze w latach 2008–2011 w postaci zmodernizowanego modelu Mercedes-Benz CLC.

### AMG
Jako że model W202 w usportowionej wersji AMG odniósł rynkowy sukces, w 2001 roku wprowadzono na rynek Mercedesa W203 w dwóch wersjach AMG. Pierwszą był Mercedes C32 AMG z sześciocylindrowym, widlastym silnikiem o pojemności 3,2 l, który konkuruje z BMW M3 E46. Silnik ten wyposażony został w nową sprężarkę mechaniczną produkcji IHI i rozwijał moc maksymalną 354 KM, którą osiągał przy 6100 obr./min oraz maksymalny moment obrotowy 450 Nm przy 4400 obr./min. Ponadto powstała wersja C 30 CDI AMG, która wyposażona była w pięciocylindrowy silnik Diesla o pojemności trzech litrów, mocy 231 KM i maksymalnym momencie obrotowym wynoszącym 540 Nm. Usportowione zostały wszystkie wersje nadwoziowe, natomiast w 2004 roku usunięto z oferty silnik Diesla oraz model C 32 AMG Sportcoupe.
Na początku 2004 roku wersję C 32 AMG zastąpiono przez C 55 AMG wyposażoną w widlasty, ośmiocylindrowy silnik o pojemności 5,5 l o mocy 367 KM. Dzięki temu, choć samochód nadal miał zainstalowany elektroniczny ogranicznik prędkości umożliwiający jazdę z prędkością do 250 km/h, to jednak od 0 do 100 km/h rozpędzał się w 5,2 s.

### Dane techniczne
- Silnik

| Silnik           | Pojemność | Układ | Moc maksymalna                     | Maks. moment obrotowy          |
| ---------------- | --------- | ----- | ---------------------------------- | ------------------------------ |
| C 180            | 1998 cm³  | R4/16 | 129 KM (95 kW) przy 5300 obr./min  | 190 Nm przy 4000 obr./min      |
| C 180 Kompressor | 1796 cm³  | R4/16 | 143 KM (105 kW) przy 5200 obr./min | 220 Nm przy 2500 obr./min      |
| C 200 Kompressor | 1796 cm³  | R4/16 | 163 KM (120 kW) przy 5500 obr./min | 240 Nm przy 3000 obr./min      |
| C 200 CGI        | 1796 cm³  | R4/16 | 170 KM (125 kW) przy 5300 obr./min | 250 Nm przy 3000 obr./min      |
| C 200 Kompressor | 1998 cm³  | R4/16 | 163 KM (120 kW) przy 5300 obr./min | 230 Nm przy 2500 obr./min      |
| C 230 Kompressor | 1796 cm³  | R4/16 | 192 KM (141 kW) przy 5800 obr./min | 260 Nm przy 3500 obr./min      |
| C 230 Kompressor | 2295 cm³  | R4/16 | 197 KM (145 kW) przy 5500 obr./min | 280 Nm przy 2500 obr./min      |
| C 230            | 2496 cm³  | V6/24 | 204 KM (150 kW) przy 6100 obr./min | 245 Nm przy 2900 obr./min      |
| C 240            | 2579 cm³  | V6/18 | 170 KM (125 kW) przy 5500 obr./min | 240 Nm przy 4500 obr./min      |
| C 280            | 2996 cm³  | V6/24 | 231 KM (170 kW) przy 6000 obr./min | 300 Nm przy 2500 obr./min      |
| C 320            | 3199 cm³  | V6/18 | 218 KM (160 kW) przy 5700 obr./min | 310 Nm przy 3000 obr./min      |
| C 350            | 3498 cm³  | V6/24 | 272 KM (200 KW) przy 6000 obr./min | 350 Nm przy 2400 obr./min      |
| C 200 CDI        | 2148 cm³  | R4/16 | 102 KM (75 kW) przy 4200 obr./min  | 235 Nm przy 1800 obr./min      |
| C 200 CDI        | 2148 cm³  | R4/16 | 116 KM (85 kW) przy 4200 obr./min  | 250 Nm przy 1400 obr./min      |
| C 200 CDI        | 2148 cm³  | R4/16 | 122 KM (90 kW) przy 4200 obr./min  | 270 Nm przy 1600 obr./min      |
| C 220 CDI        | 2148 cm³  | R4/16 | 143 KM (105 kW) przy 4200 obr./min | 315 Nm przy 1800–2600 obr./min |
| C 220 CDI        | 2148 cm³  | R4/16 | 143 KM (105 kW) przy 4200 obr./min | 340 Nm przy 2000 obr./min      |
| C 220 CDI        | 2148 cm³  | R4/16 | 150 KM (110 kW) przy 4200 obr./min | 340 Nm przy 2000 obr./min      |
| C 270 CDI        | 2685 cm³  | R5/20 | 170 KM (125 kW) przy 4200 obr./min | 400 Nm przy 2000 obr./min      |
| C 320 CDI        | 2987 cm³  | V6/24 | 224 KM (165 kW) przy 3800 obr./min | 415 Nm przy 1400 obr./min      |
| C 320 CDI Aut.   | 2987 cm³  | V6/24 | 224 KM (165 kW) przy 3800 obr./min | 510 Nm przy 1600 obr./min      |
| C 30 CDI AMG     | 2950 cm³  | R5/20 | 231 KM (170 kW) przy 3800 obr./min | 540 Nm przy 2000 obr./min      |
| C 32 AMG         | 3199 cm³  | V6/18 | 354 KM (260 kW) przy 6100 obr./min | 450 Nm przy 4400 obr./min      |
| C 55 AMG         | 5439 cm³  | V8/24 | 367 KM (270 kW) przy 5750 obr./min | 510 Nm przy 4000 obr./min      |

- Osiągi

| Silnik           | 0–100 km/h | Prędkość maks. | Zużycie paliwa |
| ---------------- | ---------- | -------------- | -------------- |
| C 180            | 11,0 s     | 210 km/h       | 9,4 l/100 km   |
| C 180 Kompressor | 9,7 s      | 223 km/h       | 7,9 l/100 km   |
| C 200 Kompressor | 9,1 s      | 234 km/h       | 8,3 l/100 km   |
| C 200 CGI        | 9,0 s      | 235 km/h       | 7,8 l/100 km   |
| C 200 Kompressor | 9,3 s      | 230 km/h       | 9,3 l/100 km   |
| C 230 Kompressor | 8,1 s      | 240 km/h       | 8,9 l/100 km   |
| C 230 Kompressor | 8,0 s      | 240 km/h       | 10,2 l/100 km  |
| C 230            | 8,4 s      | 245 km/h       | 9,3 l/100 km   |
| C 240            | 9,2 s      | 235 km/h       | 10,7 l/100 km  |
| C 280            | 7,2 s      | 250 km/h       | 9,4 l/100 km   |
| C 320            | 7,8 s      | 245 km/h       | 10,8 l/100 km  |
| C 350            | 6,4 s      | 250 km/h       | 9,5 l/100 km   |
| C 200 CDI        |            |                |                |
| C 200 CDI        | 12,1 s     | 203 km/h       | 6,1 l/100 km   |
| C 200 CDI        | 11,7 s     | 208 km/h       | 6,3 l/100 km   |
| C 220 CDI        | 10,3 s     | 220 km/h       | 6,2 l/100 km   |
| C 220 CDI        | 10,3 s     | 220 km/h       | 5,9 l/100 km   |
| C 220 CDI        | 10,1 s     | 224 km/h       | 6,4 l/100 km   |
| C 270 CDI        | 8,9 s      | 230 km/h       | 6,8 l/100 km   |
| C 320 CDI        | 8,1 s      | 246 km/h       | 6,9 l/100 km   |
| C 320 CDI Aut.   | 6,9 s      | 250 km/h       | 7,3 l/100 km   |
| C 30 CDI AMG     | 6,8 s      | 250 km/h       | 7,6 l/100 km   |
| C 32 AMG         | 5,2 s      | 250 km/h       | 11,5 l/100 km  |
| C 55 AMG         | 5,2 s      | 250 km/h       | 11,9 l/100 km  |

## Trzecia generacja

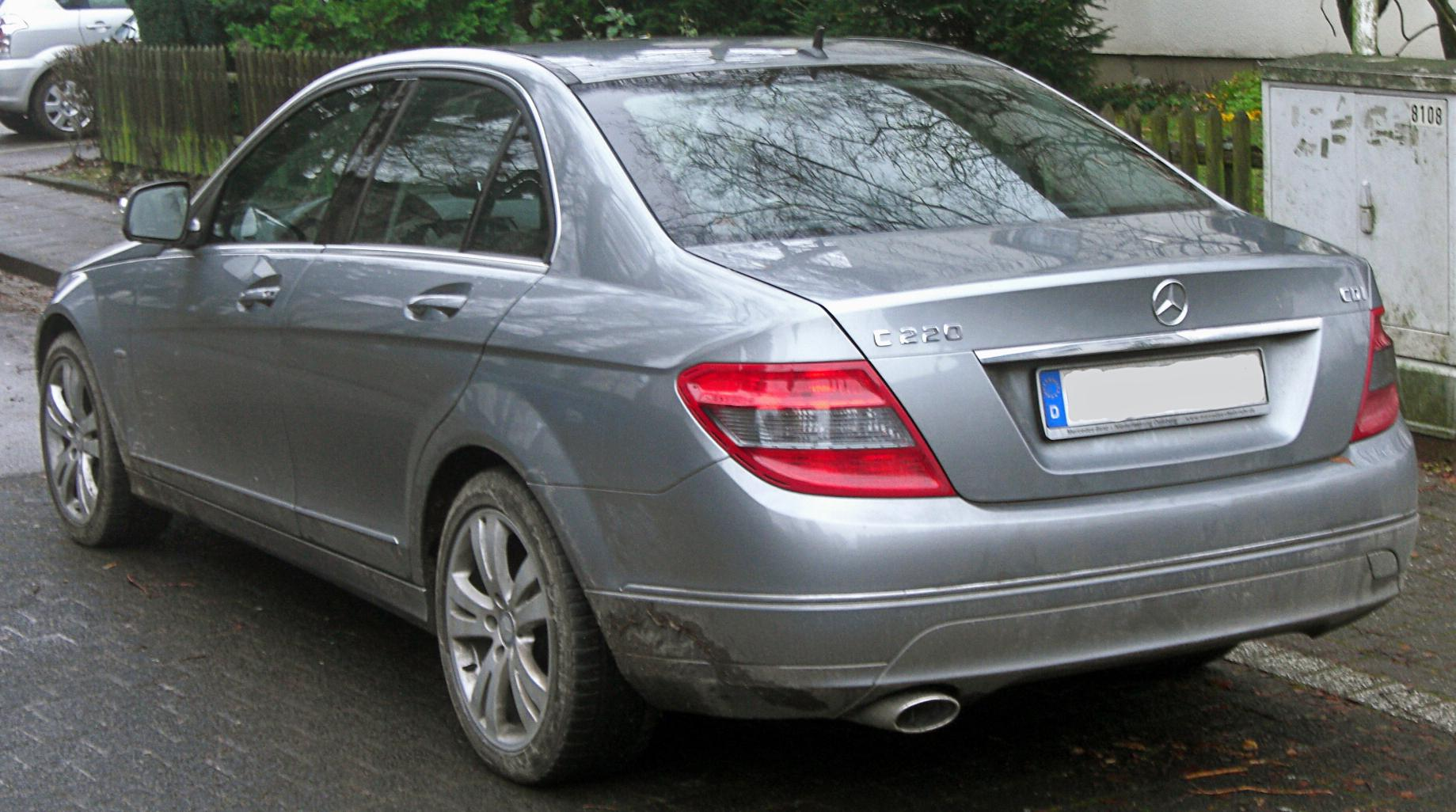
Mercedes-Benz klasy C III (W204) – tył

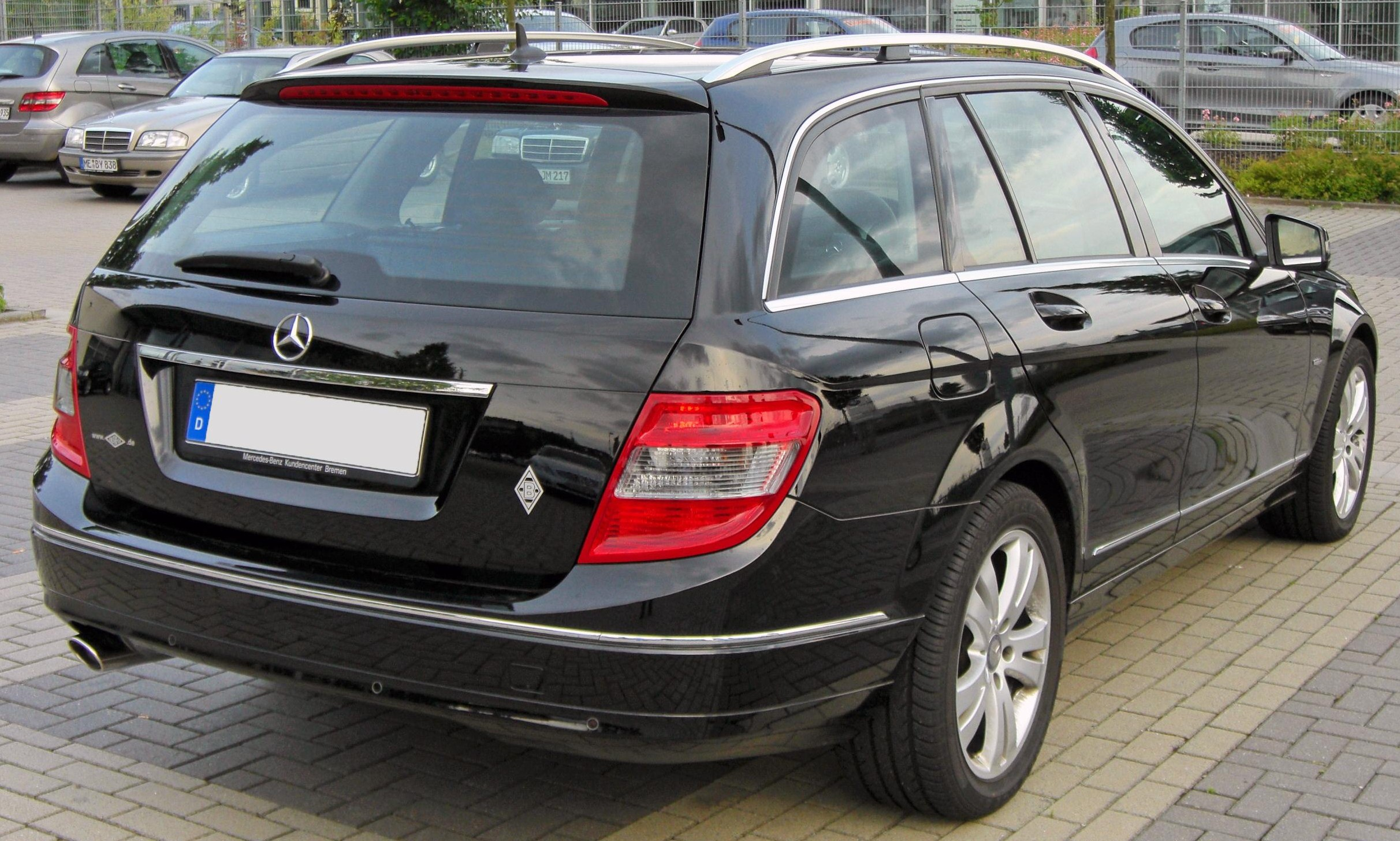
Mercedes-Benz klasy C III Kombi (S204)

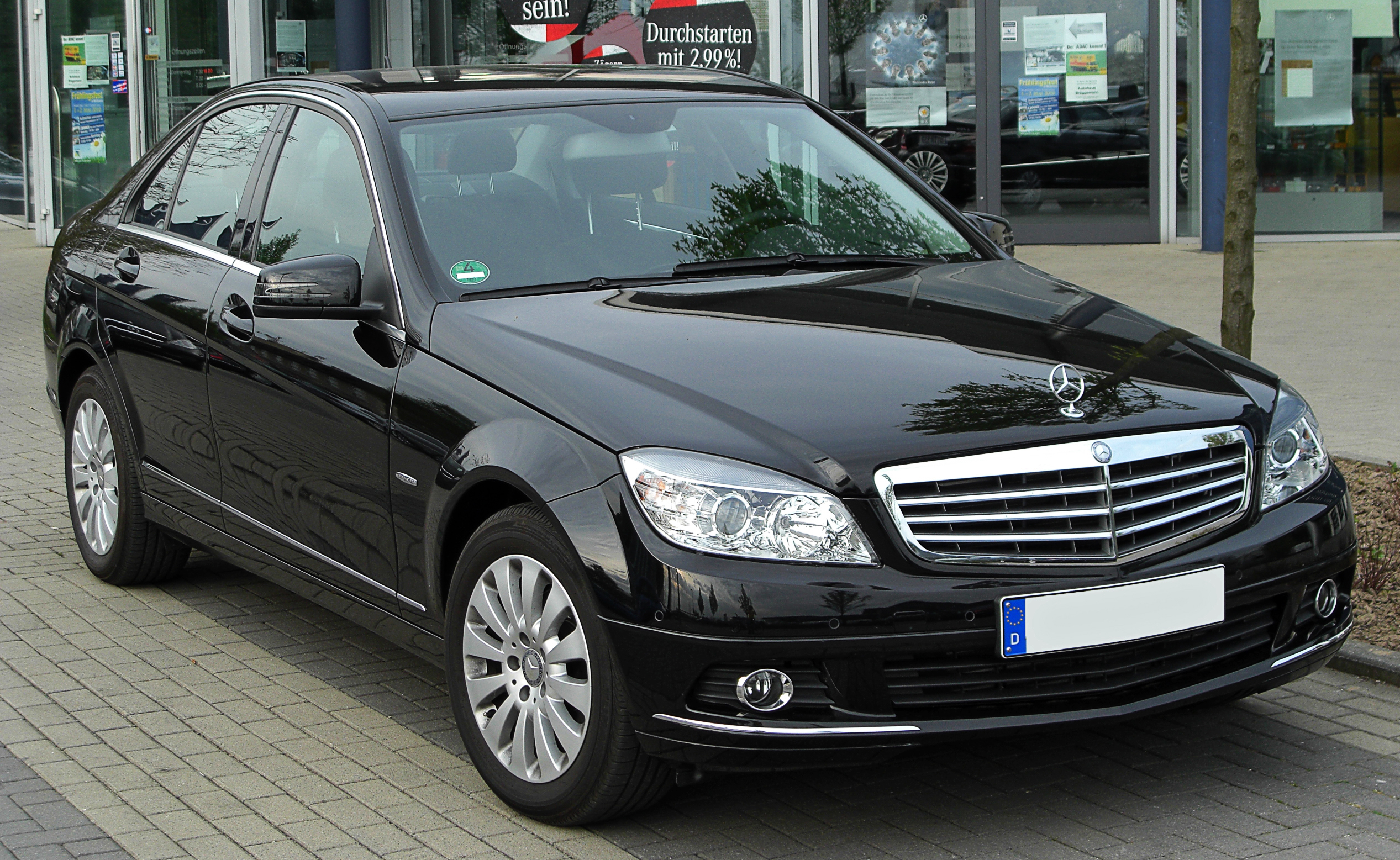
Mercedes-Benz klasy C III (W204) Elegance przed liftingiem

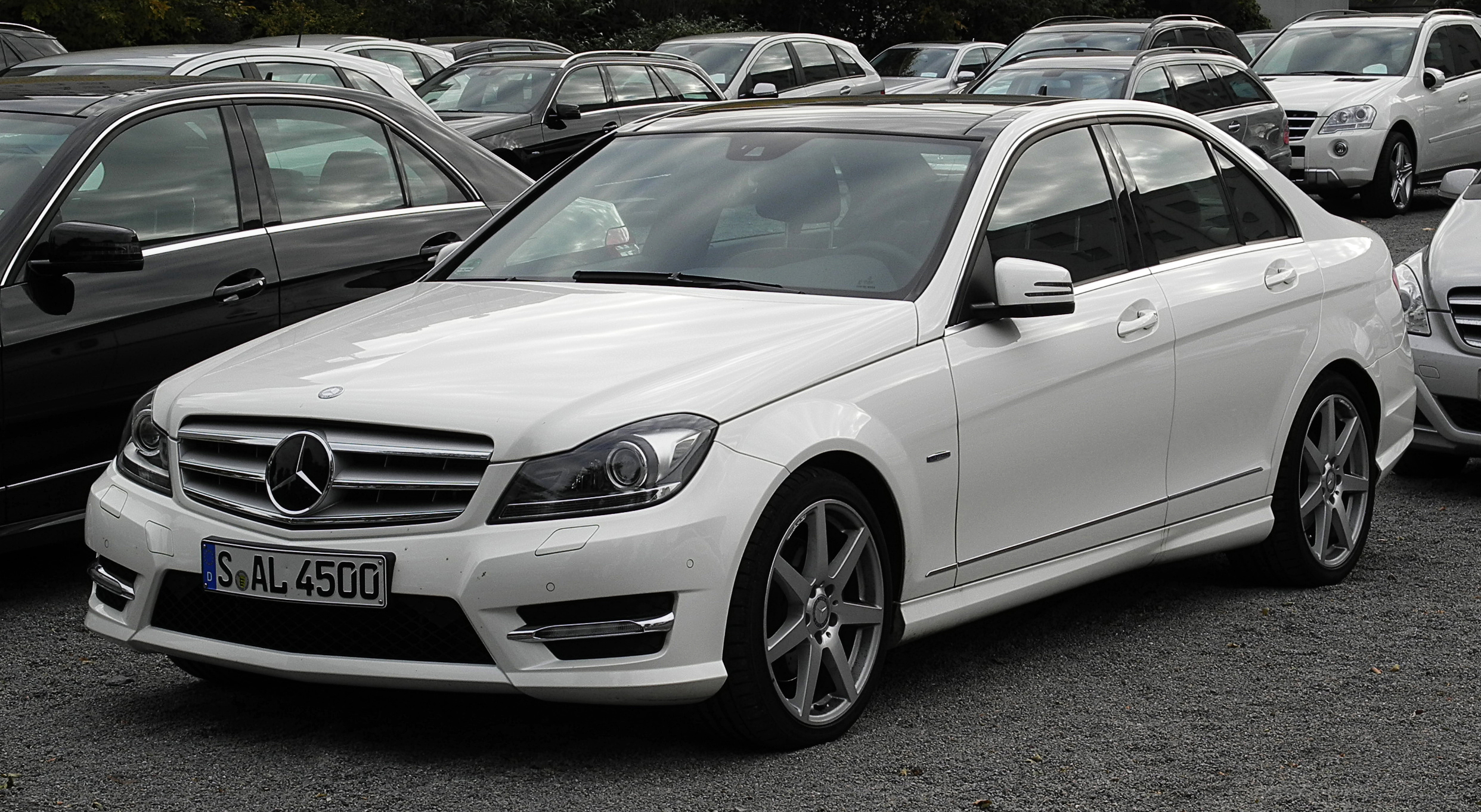
Mercedes-Benz klasy C III (W204) po liftingu (Pakiet stylizacyjny AMG)

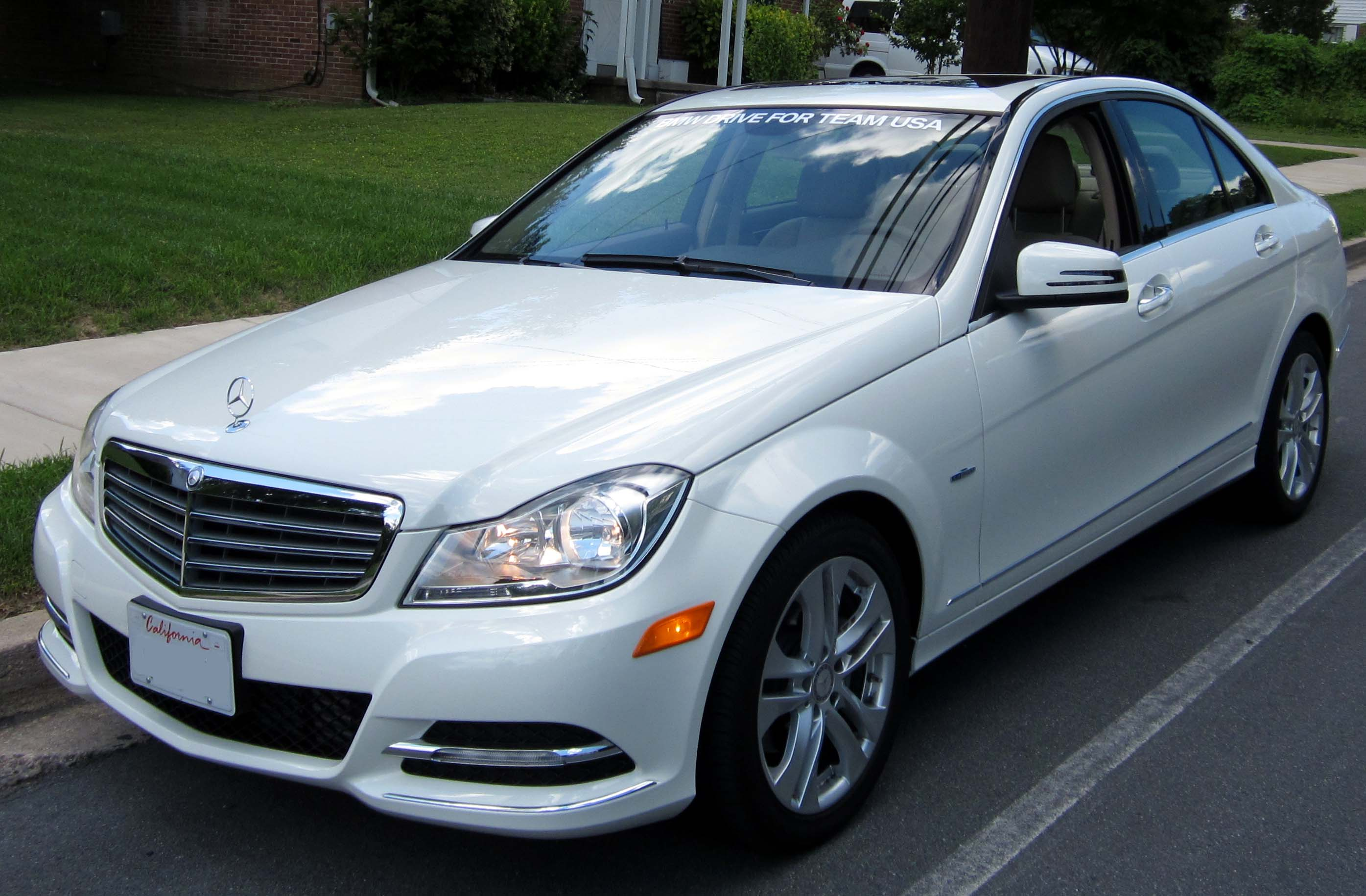
Mercedes-Benz klasy C III (W204) Elegance po liftingu

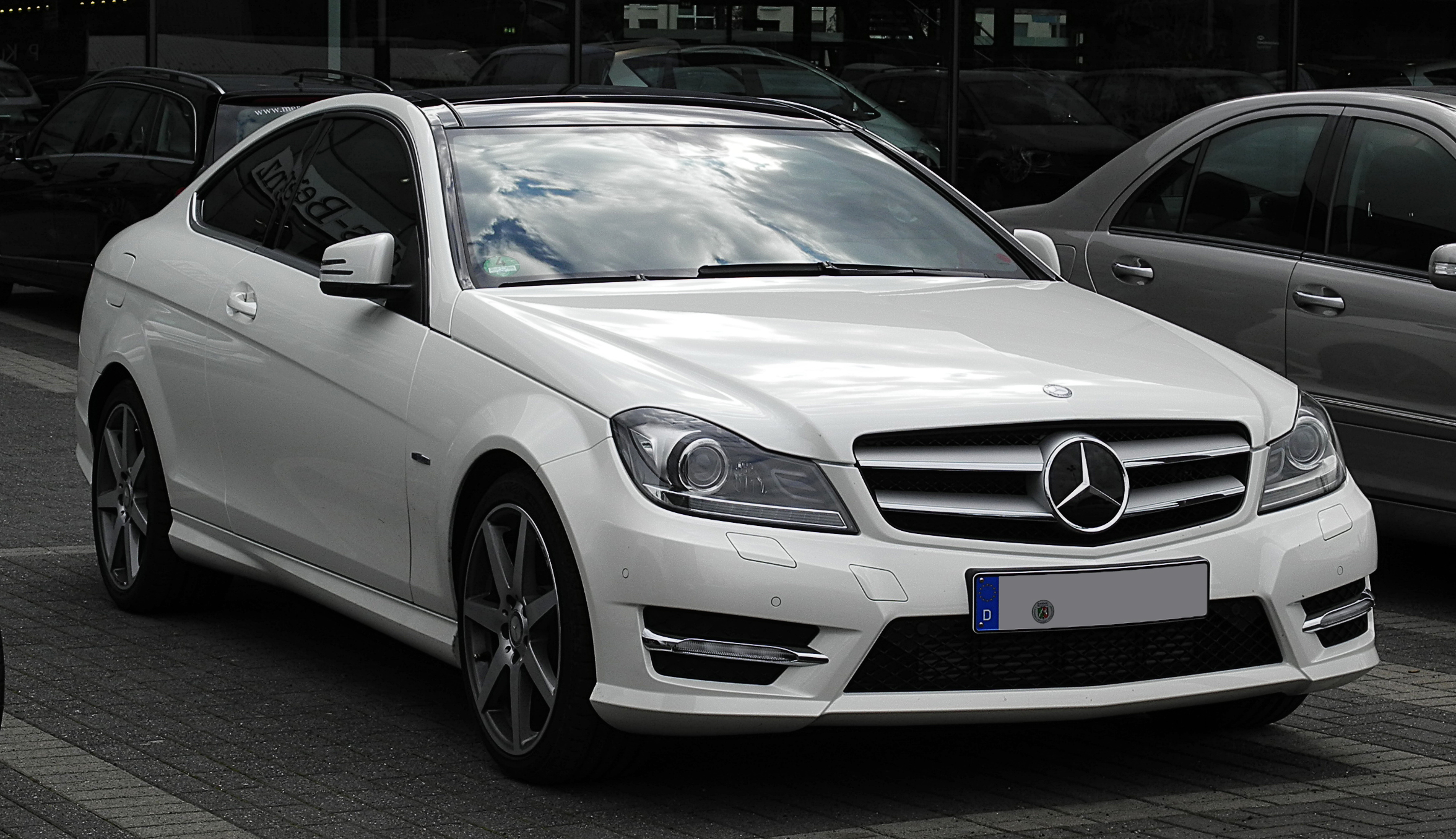
Mercedes-Benz klasy C Coupe I (C204)

Mercedes-Benz klasy C III został zaprezentowany po raz pierwszy w 2007 roku.
Samochód przedstawiono po raz pierwszy w 2007 roku. Produkowano go pod kodem fabrycznym W204 dla sedana, S204 dla kombi oraz C204 dla coupe. Stylistyka i wygląd zdecydowanie odróżniają pojazd od poprzednika. Karoseria została powiększona, przez co Mercedes stał się bardziej masywny.
Samochód wytwarzano w odmianach coupe, sedan oraz kombi, w trzech wersjach stylistycznych: Classic – podstawowa, Elegance – klasyczna, elegancka oraz Avantgarde – jednocześnie elegancka i sportowa, posiada grill z wielkim emblematem Mercedesa, oraz obniżone o 15mm i utwardzone zawieszenie względem Classic i Elegance.
Podobnie jak w przypadku Klasy E, seryjnym wyposażeniem wersji kombi są relingi dachowe. W pojeździe pojawił się po raz pierwszy opcjonalny system nawigacji COMAND APS z zamykanym kolorowym ekranem LCD, co zmniejsza ryzyko włamania do samochodu. Nowością jest także pakiet zawieszenia AGILITY CONTROL z selektywnym systemem amortyzacji. Za dopłatą dostępne jest zawieszenie ADVANCED AGILITY z trybem jazdy sportowej, obniżającym nadwozie o 15 mm.
W 2011 roku auto przeszło facelifting. Zmieniono m.in. maskę na wykonaną z aluminium, przednie i tylne reflektory oraz zderzaki.
W 2013 roku pojawiła się wersja Mercedesa Klasy C Edition C, która skupia się na różnych dodatkach w wyposażeniu zarówno wewnątrz, jak i na zewnątrz. Nowa paczka dodatków skierowana jest do wariantów sedan, kombi oraz coupe. Edition C to przede wszystkim zmieniony przedni grill we wszystkich wariantach nadwoziowych oraz przyciemnione lampy przednie. Oprócz tego wszystkie modele zostaną wyposażone w chromowane końcówki układu wydechowego oraz niewielkie skrzydło na klapie bagażnika.

### Coupe
Przy okazji modernizacji w 2011 roku, po raz pierwszy w historii modelu Klasa C została przedstawiona także w odmianie coupe. Wyróżnia się ona wyżej poprowadzoną linią okien, łagodniej opadającą linią dachu i zbliżoną sylwetką nadwozia. Była ona produkowana jedynie 4 lata, gdyż w 2015 roku zadebiutował następca.
Bezpieczeństwo
Auto uzyskało pięć gwiazdek w teście zderzeniowym europejskiej organizacji Euro NCAP. W testach amerykańskiej organizacji IIHS samochód otrzymał wynik good w niemal wszystkich kategoriach z wyjątkiem small overlap front gdzie notowany jest jako poor. Modele wyprodukowane po grudniu 2012 r. zostały przekonstruowane tak, że w teście small overlap front ich wynik poprawił się na marginal.

### Gama silnikowa
Silniki benzynowe:
- C180 Kompressor – 1796 cm³, 156 KM, 230 Nm, 223 km/h (2007-2008)
- C180 Kompressor BlueEFFICIENCY – 1597 cm³, 156 KM, 230 Nm, 230 km/h (2008-2010)
- C180 CGI – 1796 cm³, 156 KM, 250 Nm, 225 km/h (2009-2012)
- C180 – 1595 cm³, 156 KM, 250 Nm, 225 km/h (2012-2014)
- C200 Kompressor – 1796 cm³, 184 KM, 250 Nm, 235 km/h  (2007-2010)
- C200 CGI – 1796 cm³, 184 KM, 270 Nm, 237 km/h  (2009-2014)
- C230 – 2496 cm³, 204 KM, 245 Nm, 240 km/h  (2007-2009)
- C250 CGI (automat) – 1796 cm³, 204 KM, 310 Nm, 240 km/h  (2009-2014)
- C280/C300 – 2996 cm³, 231 KM, 300 Nm, 250 km/h  (2007-2011)
- C300 – 3498 cm³, 252 KM, 250 km/h (Tylko na rynek USA) (2012-2014)
- C350 (automat) – 3498 cm³, 272 KM, 350 Nm, 250 km/h  (2007-2011)
- C350 CGI (automat) – 3498 cm³, 292 KM, 365 Nm, 250 km/h  (2008-2011)
- C350 (automat) – 3498 cm³, 306 KM, 370 Nm, 250 km/h  (2011-2014)
- C63 AMG (automat) – 6208 cm³, 457 KM, 600 Nm, 250 km/h  (2007-2014)
- C63 AMG Edition 507 (automat) – 6208 cm³, 507 KM, 610 Nm, 250 km/h  (2013-2014)
- C63 AMG Black Series (automat) – 6208 cm³, 517 KM, 620 Nm, 250 km/h  (2012)

Silniki wysokoprężne:
- C180 CDI – 2143 cm³, 120 KM, 300 Nm, 208 km/h  (2010-2014)
- C200 CDI – 2148 cm³, 136 KM, 270 Nm, 215 km/h  (2007-2009)
- C200 CDI – 2143 cm³, 136 KM, 360 Nm, 218 km/h  (2009-2014)
- C220 CDI – 2148 cm³, 170 KM, 400 Nm, 229 km/h  (2007-2009)
- C220 CDI – 2143 cm³, 170 KM, 400 Nm, 232 km/h  (2009-2014)
- C250 CDI – 2143 cm³, 204 KM, 500 Nm 240 km/h  (2008-2014)
- C300 CDI 4MATIC (automat) – 2987 cm³, 231 KM, 540 Nm, 250 km/h  (2011-2014)
- C320 CDI – 2987 cm³, 224 KM, 510 Nm, 250 km/h  (2007-2009)
- C350 CDI (automat) – 2987 cm³, 231 KM, 540 Nm, 250 km/h  (2009-2011)
- C350 CDI (automat) – 2987 cm³, 265 KM, 620 Nm, 250 km/h  (2011-2014)

### C63 AMG
Model C63 AMG, wyposażony 457-konny ośmiocylindrowy silnik o pojemności 6,2 l, jest najmocniejszą odmianą obecnej generacji Klasy C. Wersja ta konkuruje z Audi RS4, BMW M3 oraz Lexusem IS-F. Jest to największy silnik stosowany dotychczas w Mercedesie klasy średniej. Wersje AMG W204 są dostępne w każdym typu nadwozia: kombi, sedan oraz coupe.
Z wyjątkiem standardowego C63 o mocy 457 KM, Mercedes oferował również mocniejsze wersje. W 2011 roku zaprezentowano najbardziej bezkompromisową edycję, Black Series, oprócz silnika wzmocnionego do 517 KM, charakteryzował się również spoilerem z tyłu, powiększonym przednim zderzakiem, oraz inną maską. Black Series był oferowany tylko w nadwoziu Coupe, powstało 800 egzemplarzy. Od 2011 roku oferowany był również Performance Pack, w którym moc wynosiła 487 KM. W 2013 roku zaprezentowano Edition 507, który podnosił moc do 507 KM. Wszystkie wersje charakteryzowały się zupełnie zmienionym wyglądem zewnętrznym, inne zderzaki, lotki lub spoiler na bagażniku, sportowy wydech zakończony czterema końcówkami, oznaczenia AMG itp. W wersji Black Series auto miało również znacznie poszerzone nadkola. W środku wersje AMG różnią się od standardowych (w zależności od konfiguracji) kierownicą, aluminiowymi pedałami, zegarami sygnowanymi logiem AMG, sportowymi kubełkami, wykończeniem włóknem węglowym, a także często lepszym wyposażeniem.

### Napęd na cztery koła 4MATIC
Samochody z widlastymi silnikami sześciocylindrowymi (benzynowymi i diesla) mogą być wyposażone w stały napęd na cztery koła 4MATIC. Dla wersji kombi, ograniczono wybór tylko do diesla (C 320 T CDI 4MATIC). Standardem jest wtedy automatyczna skrzynia biegów 7G-TRONIC. Wzrost masy własnej w porównaniu z pojazdami tylnonapędowymi wynosi tylko 60 kg. Zużycie paliwa wzrasta tylko o ok. 0,2 litra na 100 km. Mimo obecności przegubów kulowych półosi przednich, średnica zawracania pozostaje taka sama (10,84 m). Prędkość maksymalna oraz przyspieszenie do 100 km/h również są takie same; dla modelu C 320 T CDI (z automatem) oraz C 320 CDI 4MATIC wynoszą odpowiednio 244 km/h oraz 7,1 s.

### Dane techniczne
| Wersja                | Silnik:                          | Układ zasilania:   | Średnica × skok tłoka: | St. sprężania:     | Moc maksymalna:                    | Maks. moment obrotowy           | 0–100 km/h:        | V-max:             |
| Silniki benzynowe:    | Silniki benzynowe:               | Silniki benzynowe: | Silniki benzynowe:     | Silniki benzynowe: | Silniki benzynowe:                 | Silniki benzynowe:              | Silniki benzynowe: | Silniki benzynowe: |
| --------------------- | -------------------------------- | ------------------ | ---------------------- | ------------------ | ---------------------------------- | ------------------------------- | ------------------ | ------------------ |
| C180 Kompressor       | R4 1,8 l (1796 cm³), DOHC, SC    | wtrysk EFi         | 82,00 × 85,00 mm       | 9,3:1              | 156 KM (115 kW) przy 5200 obr./min | 230 N·m przy 2500–4200 obr./min | 9,5 s              | 223 km/h           |
| C200 Kompressor       | R4 1,8 l (1796 cm³), DOHC, SC    | wtrysk EFi         | 82,00 × 85,00 mm       | 8,5:1              | 184 KM (135 kW) przy 5500 obr./min | 250 Nm przy 2800–5000 obr./min  | 8,6 s              | 235 km/h           |
| C230                  | V6 2,5 l (2496 cm³), DOHC        | wtrysk EFi         | 88,00 × 68,40 mm       | 11,4:1             | 204 KM (150 kW) przy 6100 obr./min | 245 Nm przy 2900–5500 obr./min  | 8,4 s              | 240 km/h           |
| C280                  | V6 3,0 l (2996 cm³), DOHC        | wtrysk EFi         | 88,00 × 82,10 mm       | 11,3:1             | 231 KM (170 kW) przy 6000 obr./min | 300 Nm przy 2500–5000 obr./min  | 7,3 s              | 250 km/h           |
| C350                  | V6 3,5 l (3498 cm³), DOHC        | wtrysk EFi         | 92,90 × 86,00 mm       | 10,7:1             | 272 KM (200 kW) przy 6000 obr./min | 350 Nm przy 2400–5000 obr./min  | 6,4 s              | 250 km/h           |
| C350 CGI              | V6 3,5 l (3498 cm³), DOHC        | wtrysk bezpośredni | 92,90 × 86,00 mm       | 12,2:1             | 292 KM (215 kW) przy 6400 obr./min | 365 Nm przy 3000–5100 obr./min  | 6,2 s              | 250 km/h           |
| C63 AMG               | V8 6,2 l (6208 cm³), DOHC        | wtrysk EFi         | 102,20 × 94,60 mm      | 11,3:1             | 457 KM (336 kW) przy 6800 obr./min | 600 Nm przy 5000 obr./min       | 4,4 s              | 250 km/h           |
| Silniki wysokoprężne: |                                  |                    |                        |                    |                                    |                                 |                    |                    |
| C200 CDI              | R4 2,1 l (2148 cm³), DOHC, turbo | common rail        | 88,00 × 88,30 mm       | 17,5:1             | 136 KM (100 kW) przy 3800 obr./min | 270 Nm przy 1600–3000 obr./min  | 10,7 s             | 215 km/h           |
| C220 CDI              | R4 2,1 l (2143 cm³), DOHC, turbo | common rail        | 88,00 × 88,30 mm       | 17,5:1             | 170 KM (125 kW) przy 3800 obr./min | 400 Nm przy 2000 obr./min       | 8,5 s              | 229 km/h           |
| C250 CDI              | R4 2,1 l (2143 cm³), DOHC, turbo | common rail        | 88,00 × 88,30 mm       | 16,2:1             | 204 KM (150 kW) przy 3800 obr./min | 500 Nm przy 1600–1800 obr./min  | 7,0 s              | 250 km/h           |
| C320 CDI              | V6 3,0 l (2987 cm³), DOHC, turbo | common rail        | 83,00 × 92,00 mm       | 17,7:1             | 224 KM (165 kW) przy 3800 obr./min | 510 Nm przy 1600–2800 obr./min  | 6,7 s              | 250 km/h           |

## Czwarta generacja

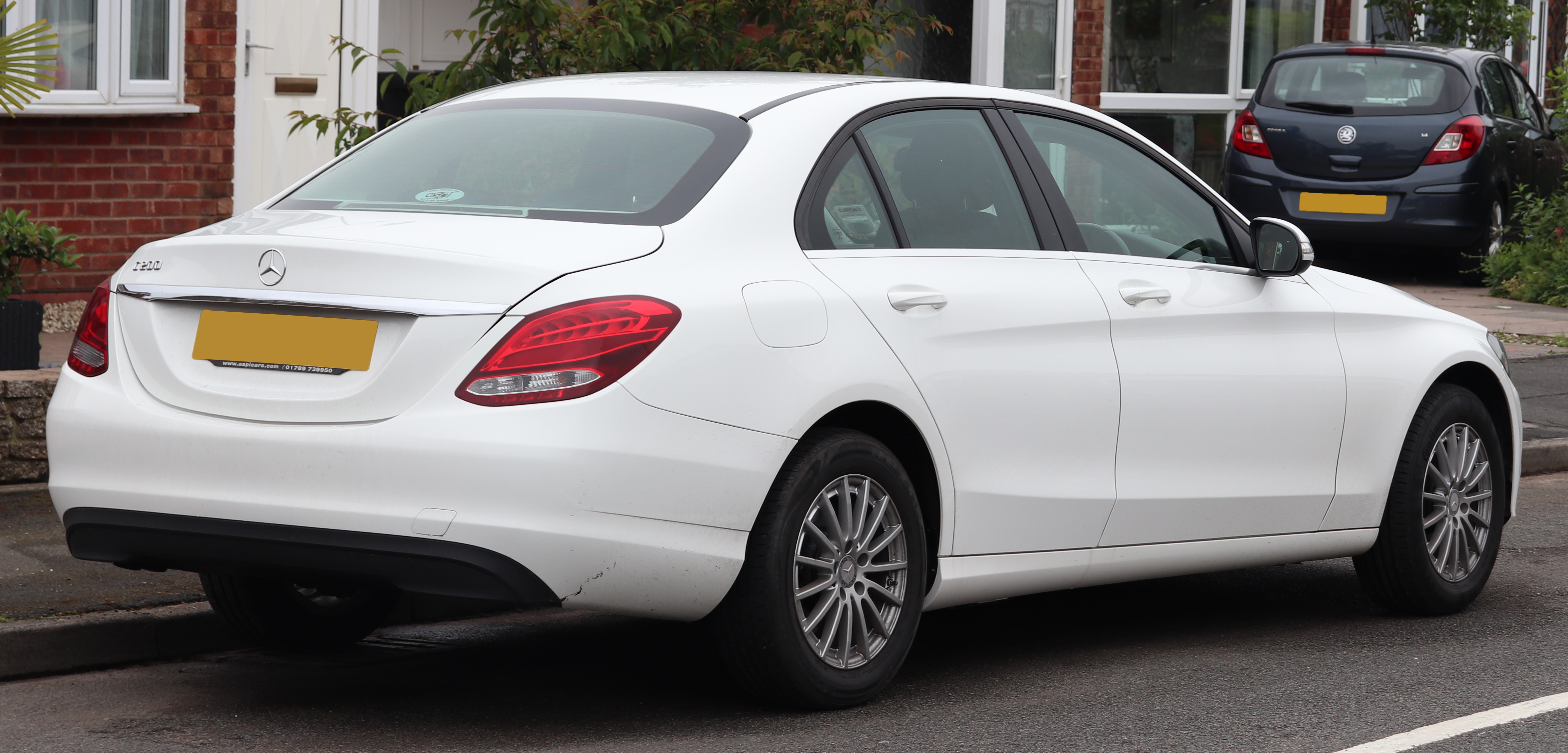
Mercedes-Benz klasy C IV (W205) przed liftingiem – tył

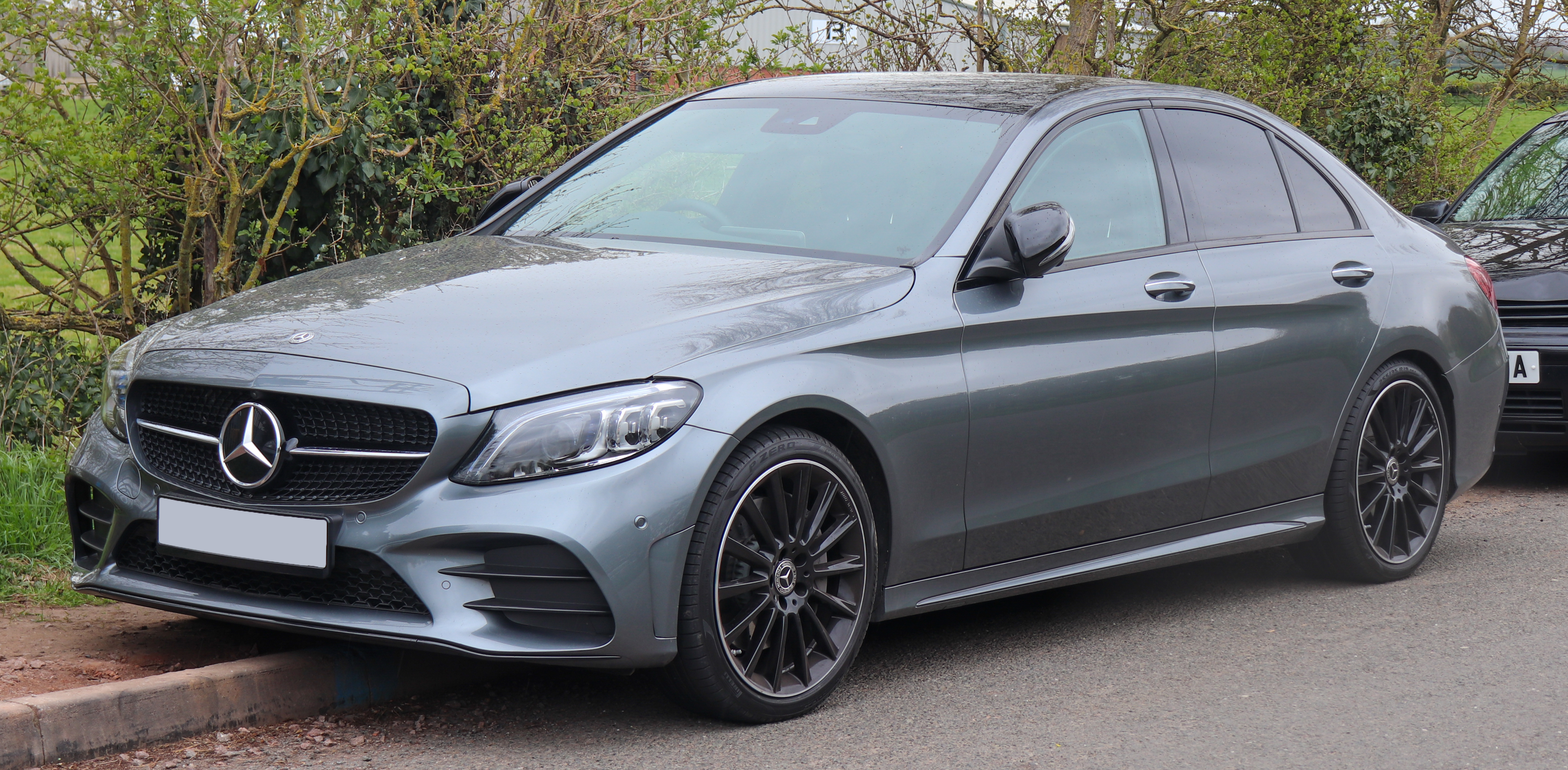
Mercedes-Benz klasy C IV (W205) po liftingu

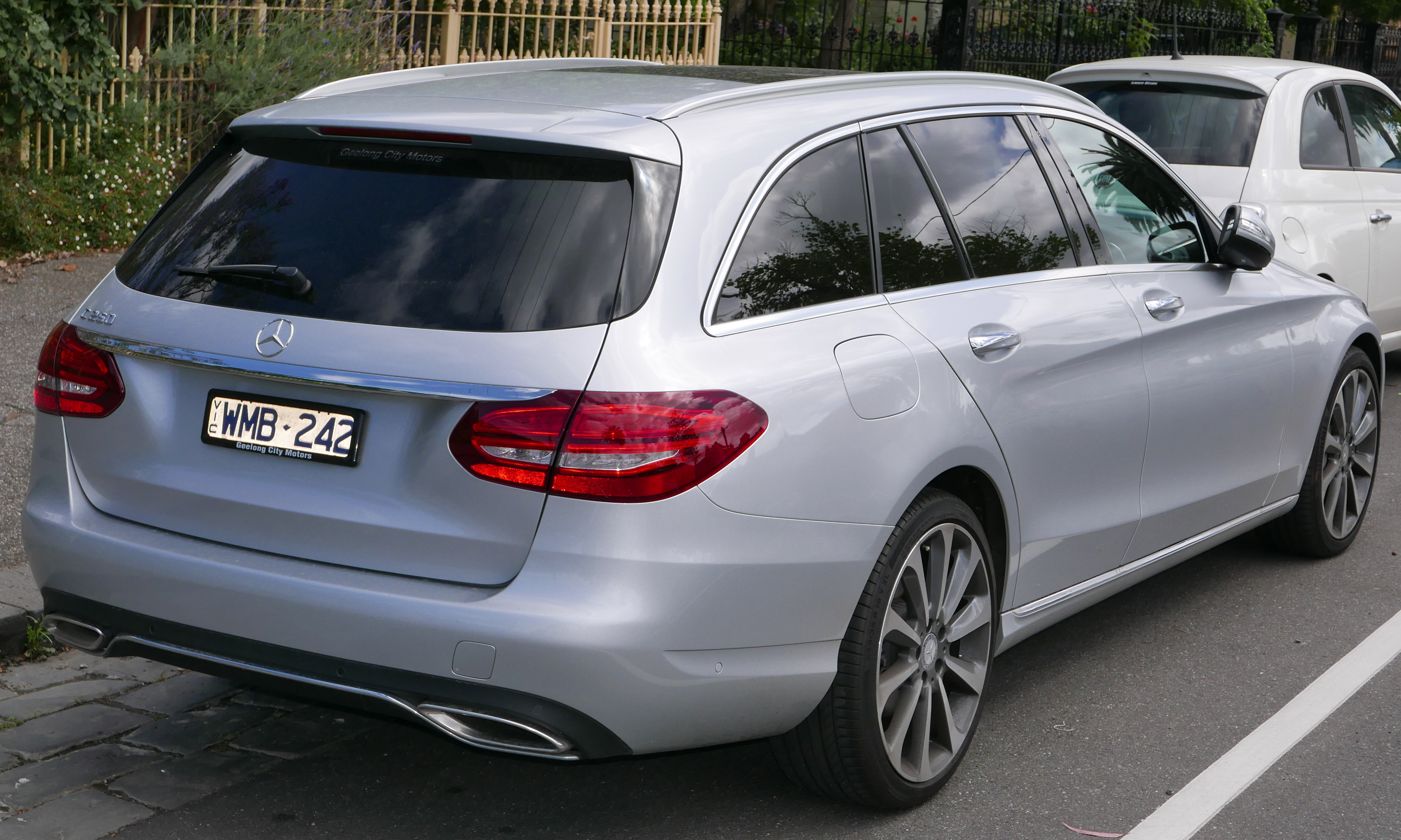
Mercedes-Benz klasy C IV Kombi (S205)

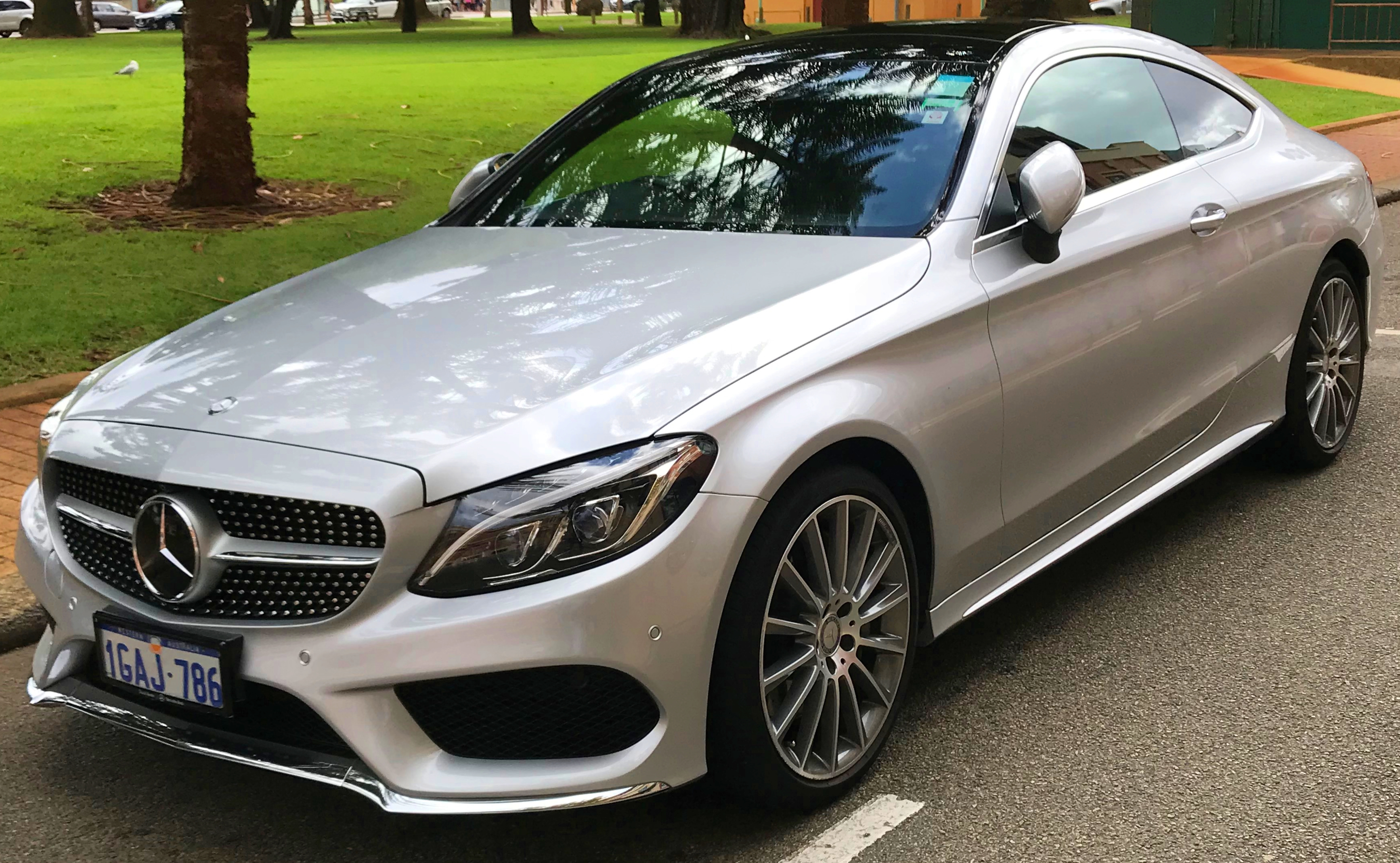
Mercedes-Benz klasy C Coupe II (C205)

Mercedes-Benz klasy C IV został zaprezentowany po raz pierwszy w 2014 roku.
Samochód przedstawiono po raz pierwszy w 2014 roku. Zyskał on kod fabryczny W205 dla sedana, S205 dla kombi, C205 dla coupe oraz A205 dla kabrioletu. Po raz pierwszy klasa C oferowana jest w tak licznej ofercie nadwoziowej. Stylistycznie auto nawiązuje do modeli CLA i klasy S. Pojazd ma podobny pas przedni z identycznymi reflektorami i wyrazistą atrapą chłodnicy z logo Mercedesa. Z boku pojazdu znajduje się znane z innych modeli marki przetłoczenie. Pojazd powstał na płycie podłogowej zwanej MRA. Auto wykonane jest w większości z aluminium.
Pod koniec kwietnia 2014 roku podczas targów motoryzacyjnych w Pekinie zaprezentowano wydłużoną odmianę L przeznaczoną na rynek chiński.
W maju 2014 roku zaprezentowana została odmiana kombi, a w 2015 roku odmiana coupe i cabrio.
W maju 2014 roku EuroNCAP przeprowadził testy zderzeniowe nowego Mercedesa klasy C. Samochód otrzymał maksymalną ocenę 5 gwiazdek.
We wrześniu 2014 Mercedes-Benz zaprezentował usportowione odmiany C63 AMG i C63 AMG S. Auta otrzymały agresywniejszy pakiet ospoilerowania, zmodyfikowane sportowe zawieszenie o trzech stopniach tłumienia i podwójnie doładowany silnik V8 o pojemności 4,0 l. Wersja C63 AMG rozwija moc 475 KM i 650 Nm. Odmiana oznaczona literką S dysponuje mocą 510 KM i 700 Nm. Słabsza wersja przyspiesza do 100 km/h w 4,2 s. Mocniejsza w 4,1 s. W obu przypadkach prędkość maksymalna to ograniczone elektronicznie 250 km/h.
W styczniu 2015 roku auto nagrodzone zostało prestiżowym wyróżnieniem „Best in Class” przez EuroNCAP – organizację badającą poziom bezpieczeństwa nowych samochodów sprzedawanych na europejskich rynkach. W testach zderzeniowych samochód otrzymał maksymalną ogólną notę – pięciu gwiazdek.
W marcu 2015 roku Mercedes klasy C zajął trzecie miejsce w prestiżowym plebiscycie na Europejski Samochód Roku 2015. Auto uzyskało w głosowaniu wynik 221 punktów. Jury składało się z 58 dziennikarzy motoryzacyjnych reprezentujących 22 kraje Europy (w tym dwóch z Polski).
2 kwietnia 2015 roku, na salonie motoryzacyjnym w Nowym Jorku, ogłoszono, że Mercedes klasy C zdobył prestiżowy tytuł Światowego Samochodu Roku 2015.

### Coupe/cabriolet
Na salonie we Frankfurcie we wrześniu 2015 roku zadebiutowała wersja C 63 AMG Coupe. Źródłem napędu tego pojazdu jest benzynowy silnik V8 o pojemności 4,0 l, który legitymuje się mocą 476 KM i maksymalnym momentem obrotowym 650 Nm dostępnym od 1750 do 4500 obr./min.
Jednocześnie z AMG we Frankfurcie pokazano „zwykłe” odmiany klasy C w wersji Coupe. Gama jednostek napędowych jest taka sama, jak w sedanie. Stylistycznie auto przypomina nieco pomniejszoną klasę S Coupe.

### Linie wyposażeniowe
- Podstawowa
- Avantgarde – ekstrawagancka z wielką gwiazdą Mercedesa na środku atrapy chłodnicy
- Exclusive – stylowa z tradycyjną gwiazdą Mercedesa na atrapie chłodnicy
- AMG – sportowa

Każda z wersji wyposażenia wyróżnia się odmienną stylizacją elementów zewnętrznych, jak atrapa chłodnicy oraz zderzaki. W wersji Exclusive Mercedes klasy C posiada tradycyjną „gwiazdę” umieszczoną na masce, zaś w wersjach Avantgarde, AMG oraz Classic, logo marki umieszczono bezpośrednio na atrapie chłodnicy. Standardowe wyposażenie pojazdu obejmuje m.in. halogenowe lampy przednie, funkcję ECO Start-Stop, elektromechaniczny układ kierowniczy Direct Steer z siłą wspomagania dostosowaną do prędkości i zmiennym przełożeniem, zależnym od kąta skrętu kół, układ jezdny AGILITY CONTROL z komfortowym zestrojeniem oraz selektywnym systemem amortyzacji i obniżonym zawieszeniem, system Adaptive Brake z asystentem ruszania pod górę, funkcją wstępnego napełniania hamulców i osuszania tarcz hamulcowych, system ostrzegający kierowcę przed sennością i nieuwagą, system chroniący przed kolizjami przy niewielkich prędkościach (do 7 km/h) oraz system autonomicznego hamowania przy prędkości do 200 km/h, poduszki powietrzne dla kierowcy i pasażera oraz poduszka chroniąca kolana kierowcy, boczne poduszki powietrzne przednie, ABS, ESP, elektryczny hamulec postojowy, system ochrony pieszych z aktywną maską, system audio wyposażony w dziesięć głośników, automatyczny układ sterowania oświetleniem/włączania świateł w zależności od jasności otoczenia, podgrzewane i elektrycznie regulowane asferyczne lusterka zewnętrzne, światła do jazdy dziennej wykonane w technologii LED, elektrycznie regulowane fotele, klimatyzację automatyczną włączającą obieg zamknięty w tunelach w oparciu o dane GPS, wielofunkcyjną kierownicę, system multimedialny z ekranem o przekątnej 7 lub 8,4 cala z gładzikiem (touchpad) ułatwiającym wprowadzanie komend do nawigacji i sterowanie systemem multimedialnym oraz wyświetlacz typu head-up, czujnik wykrywający obecność fotelika dla dziecka na przednim fotelu pasażera oraz pakiet AIR BALANCE z aktywnym rozpylaczem zapachów i jonizatorem powietrza.
Opcjonalnie pojazd wyposażyć można w reflektory wykonane w technologii LED w dwóch wersjach statycznej i dynamicznej (Intelligent Light System), zbiornik paliwa o większej pojemności (66 litrów, w wersji podstawowej, w celu zmniejszenia masy własnej samochodu, ma on zaledwie 42 litry), elektrycznie sterowane pneumatyczne zawieszenie ze zmiennym stopniem tłumienia i układem samopoziomowania z wyborem trybu pracy: Comfort, ECON, Sport, Sport+ oraz Individual; aktywnego asystenta parkowania, sygnalizację kolizji, system automatycznego utrzymywania odległości, system rozpoznawania znaków drogowych, system COMAND Online, wyświetlacz HUD, komfortowy system telefoniczny, tuner TV, funkcję bezkluczykowego zapłonu, panoramiczny, odsuwany dach, nastrojowe oświetlenie wnętrza, podgrzewane/wentylowane przednie fotele, skórzaną tapicerkę, ogrzewanie postojowe, tempomat, system automatycznego parkowania na miejscach równoległych oraz prostopadłych z kamerą 360 stopni.
Wersja kombi wyposażona została m.in. w pneumatyczne zawieszenie i wyświetlacz HUD.

### Silniki[42]
Benzynowe:
- C180 – 1595 cm³, 156 KM, 250 Nm, przyśpieszenie od 0–100 km/h: 8,2 s, śr. zużycie paliwa: 5,0 l/100 km
- C200 – 1991 cm³, 184 KM, 300 Nm, przyśpieszenie od 0–100 km/h: 7,5 s, śr. zużycie paliwa: 5,3 l/100 km
- C200 4MATIC – 1991 cm³, 184 KM, 300 Nm, śr. zużycie paliwa: 6,4 l/100 km
- C250 – 1991 cm³, 211 KM, 350 Nm, śr. zużycie paliwa: 5,6 l/100 km
- C300 – 1991 cm³, 245 KM, 370 Nm, śr. zużycie paliwa: 6,3 l/100 km
- C400 4MATIC – 2996 cm³, 333 KM, 480 Nm, śr. zużycia paliwa: 7,8 l/100 km
- C43 AMG 4MATIC – 2996 cm³, 367 KM, 520 Nm,
- C63 AMG – 3982 cm³, 475 KM, 650 Nm, śr. zużycia paliwa: 8,2 l/100 km
- C63 AMG S – 3982 cm³, 510 KM, 700 Nm, śr. zużycia paliwa: 8,4 l/100 km

Wysokoprężne:
- C180 BlueTec – 1,6 l, 116 KM, 250 Nm, śr. zużycie paliwa: 3,8 l/100 km
- C200 BlueTec – 1,6 l, 136 KM, 300 Nm, śr. zużycie paliwa: 3,8 l/100 km
- C220 BlueTec – 2143 cm³, 170 KM, 400 Nm, przyśpieszenie od 0–100 km/h: 8,1 s, śr. zużycie paliwa: 4,0 l/100 km
- C220 BlueTec 4MATIC – 2143 cm³, 170 KM, 400 Nm, przyśpieszenie od 0–100 km/h: 8,1 s, śr. zużycie paliwa: 4,9 l/100 km
- C250 BlueTec – 2,2 l, 204 KM, 500 Nm, śr. zużycie paliwa: 4,4 l/100 km
- C250 BlueTec 4MATIC – 2,2 l, 204 KM, 500 Nm, śr. zużycie paliwa: 4,9 l/100 km

Hybrydowe:
- C300 BlueTec Hybrid – silnik Diesla o pojemności 1991 cm³, 204 KM oraz silnik elektryczny o mocy 27 KM i 500 Nm, śr. zużycie paliwa: 3,9 l/100 km
- C350 HYBRID – silnik Benzynowy o pojemności 1991 cm³, 211 KM oraz silnik elektryczny o mocy 50 kW i 350 Nm, śr. zużycie paliwa: 3,0 l/100 km

## Piąta generacja

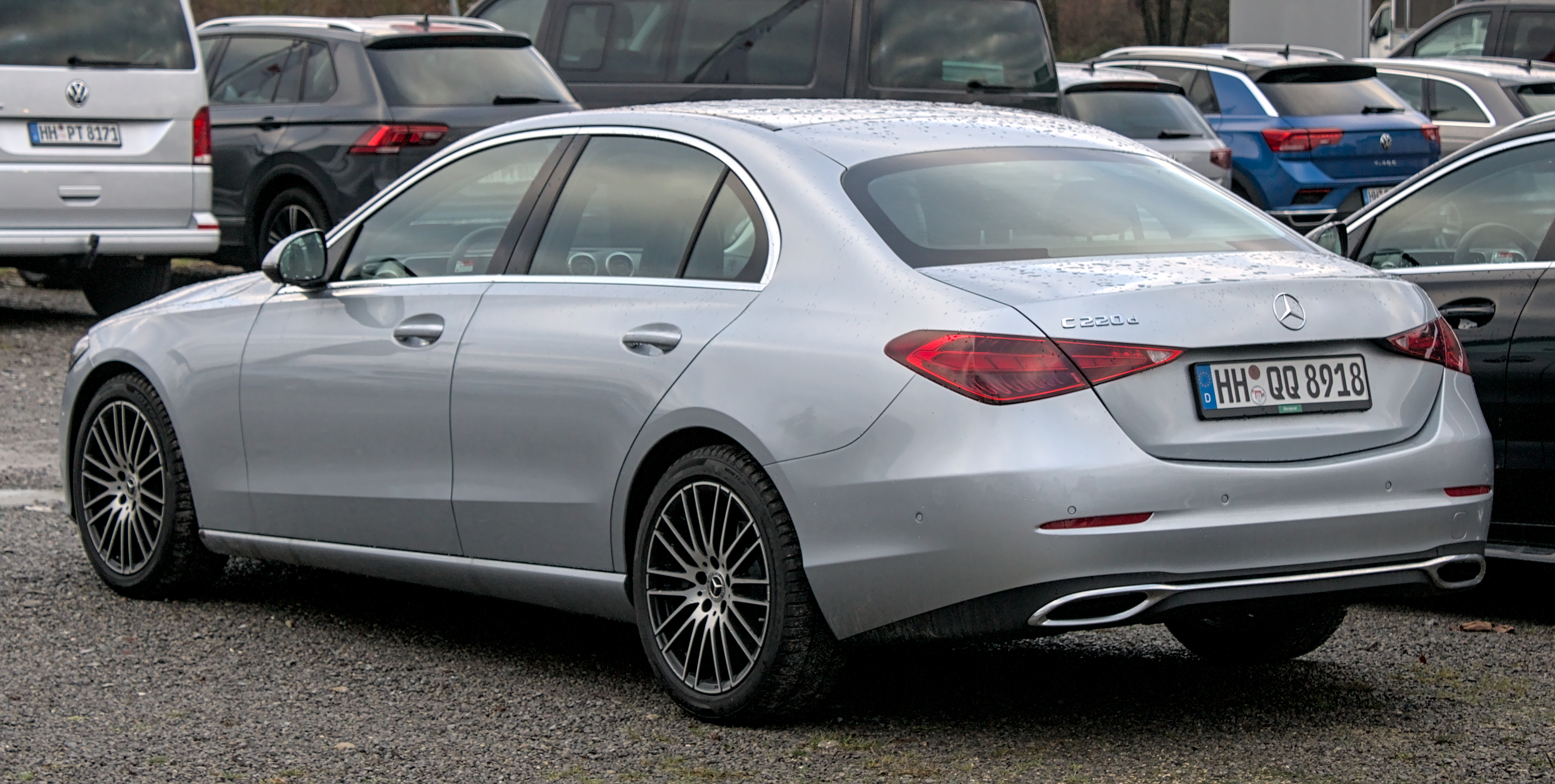
Mercedes-Benz klasy C V (W206) - tył

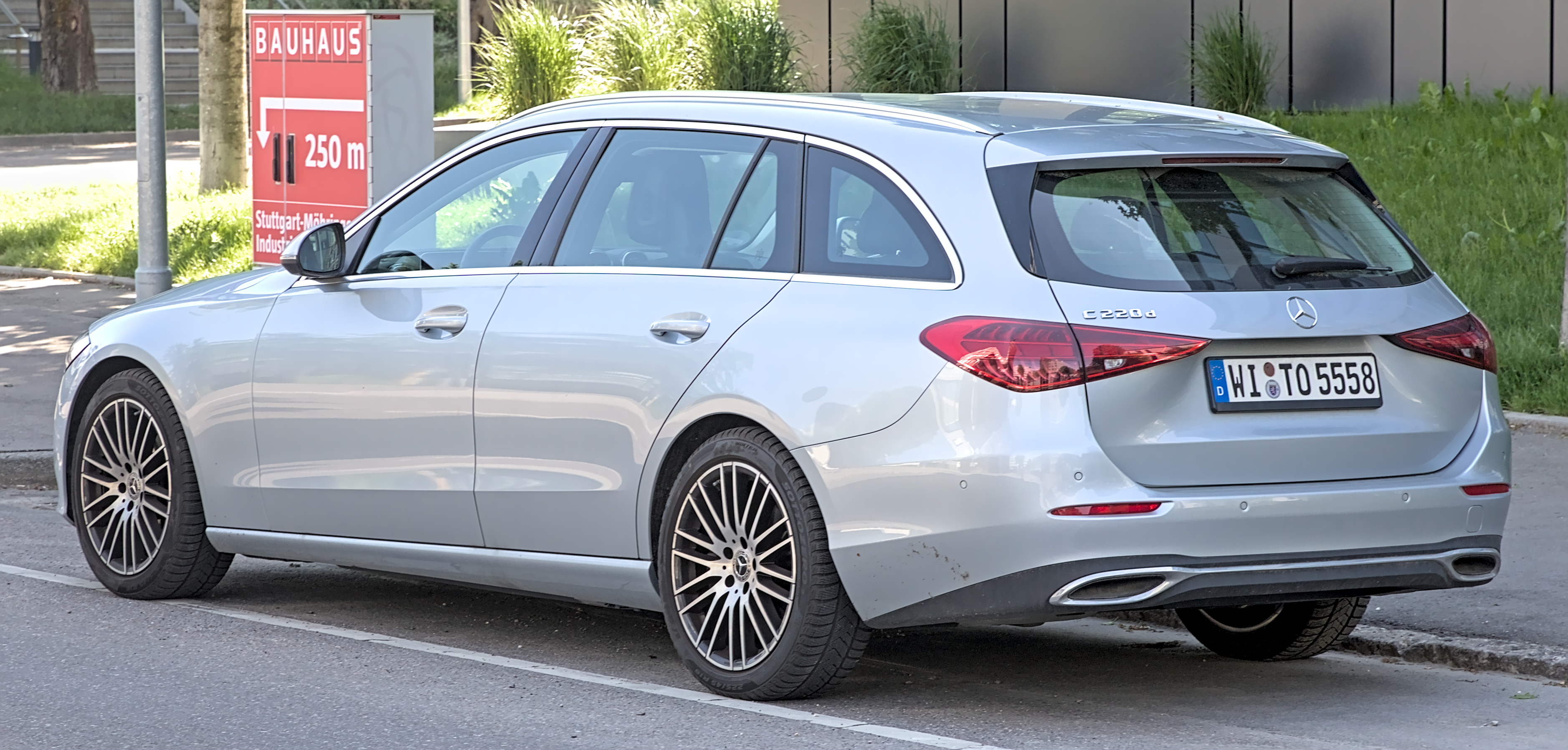
Mercedes-Benz klasy C V Kombi (S206)

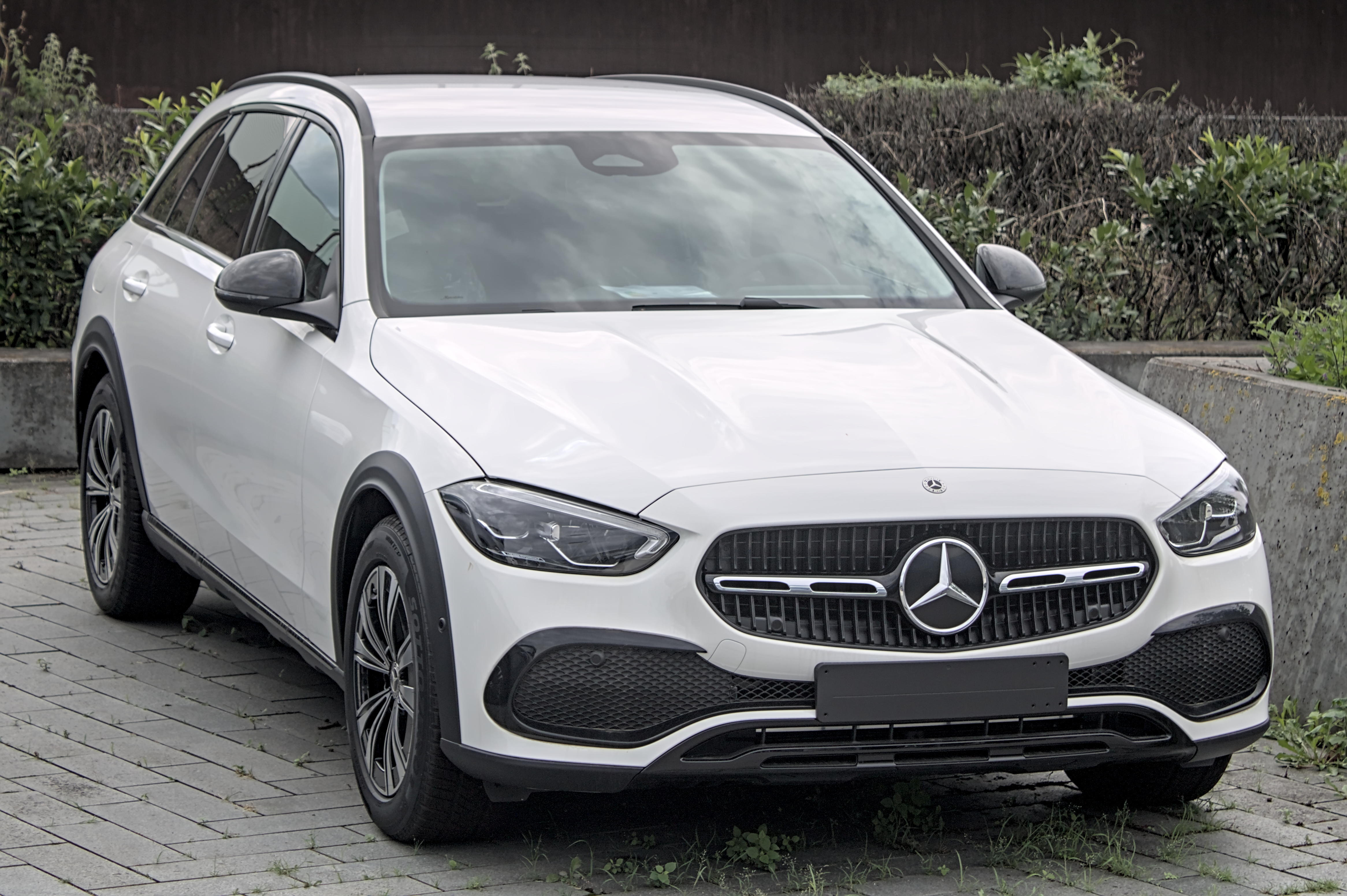
Mercedes-Benz klasy C All-Terrain (X206)

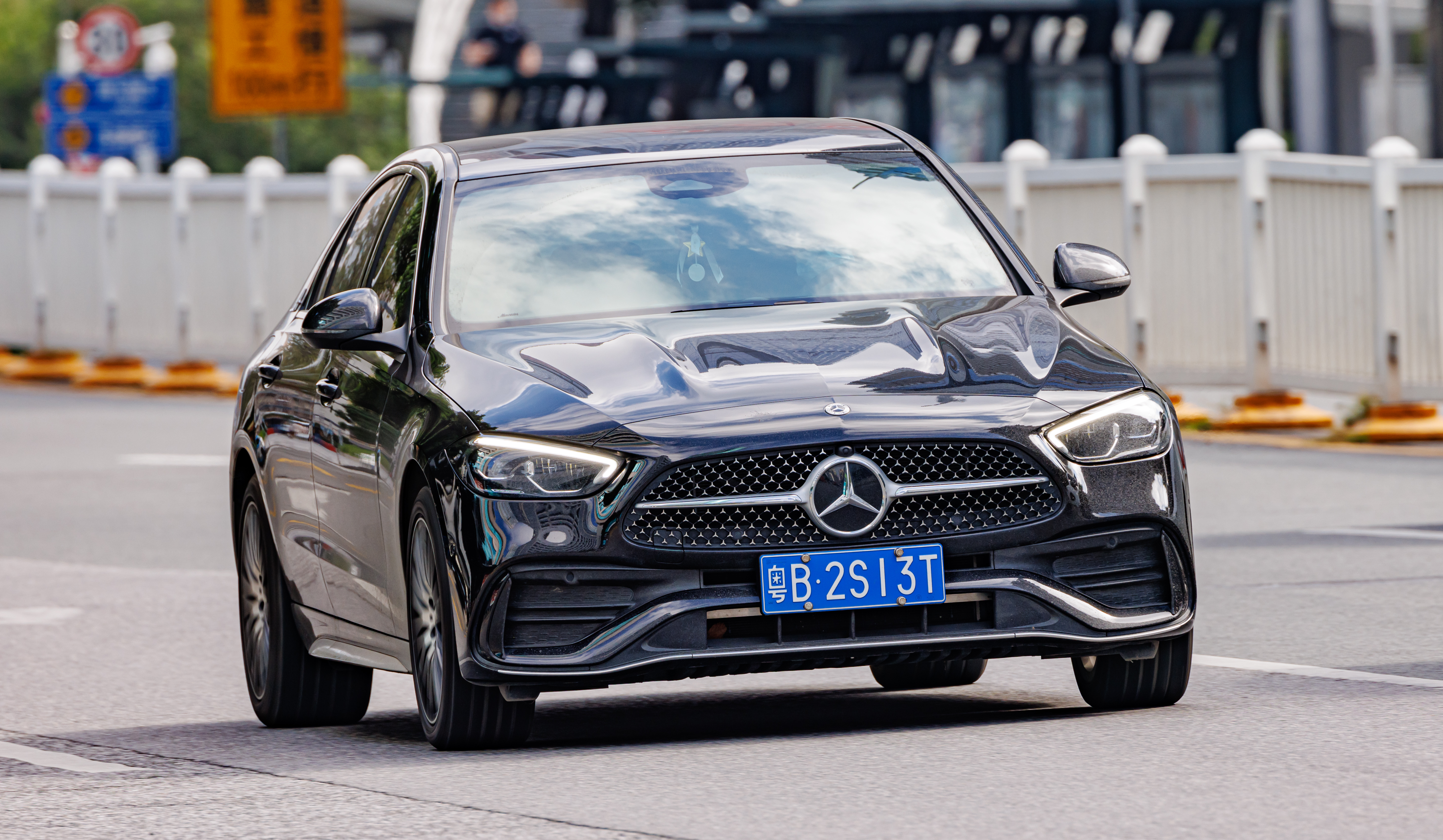
Mercedes-Benz klasy C V (V206)

Mercedes-Benz klasy C V został zaprezentowany po raz pierwszy w 2021 roku.
Rynkowy debiut modelu odbył się w 2021 roku. Samochód otrzymał kod fabryczny W206 dla odmiany sedan, S206 dla odmiany kombi oraz V206 dla odmiany wydłużonej przeznaczonej na rynek chiński. Produkcja zarówno odmiany sedan, jak i kombi rozpoczęła się w tym samym czasie, pod koniec marca 2021. Pod koniec kwietnia 2021 zaprezentowano wydłużoną odmianę na rynek chiński. W sierpniu tego roku zaprezentowano uterenowione kombi, czyli All-Terrain o kodzie fabrycznym X206. W porównaniu do poprzednika pojazd jest o 6,5 cm dłuższy oraz ma o 2,5 cm większy rozstaw osi. 
Wiosną 2022 roku został poddany testom zderzeniowym Euro NCAP. Otrzymał on maksymalną ocenę 5 gwiazdek.
Samochód jest wytwarzany w trzech wersjach stylistycznych: Classic – klasyczna, elegancka, Avantgarde – klasyczna elegancka oraz AMG – sportowa.
Podobnie jak w przypadku klasy E i klasy S, jest oparty na systemie modułowym MRA II. W przeciwieństwie do poprzednika nie jest oferowany w wersjach cabrio i coupe, które są dostępne jako CLE. 

### Silniki

#### Benzynowe:
| Silnik          | Układ | Pojemność | Moc maksymalna                     | Maks. moment obrotowy     |
| --------------- | ----- | --------- | ---------------------------------- | ------------------------- |
| C180            | R4    | 1496 cm³  | 190 KM (140 kW) przy 5500–6100/min | 250 Nm przy 1800–4000/min |
| C200            | R4    | 1496 cm³  | 224 KM (165 kW) przy 5800–6100/min | 300 Nm przy 1800–4000/min |
| C200 4MATIC     | R4    | 1496 cm³  | 224 KM (165 kW) przy 5800–6100/min | 300 Nm przy 1800–4000/min |
| C300            | R4    | 1999 cm³  | 278 KM (205 kW) przy 5800/min      | 400 Nm przy 2000–3200/min |
| C300 4MATIC     | R4    | 1999 cm³  | 278 KM (205 kW) przy 5800/min      | 400 Nm przy 2000–3200/min |
| AMG C 43 4MATIC | R4    | 1991 cm³  | 422 KM (310 kW) przy 6750/min      | 500 Nm przy 500/min       |

#### Wysokoprężne:
| Silnik        | Układ | Pojemność | Moc maksymalna                | Maks. moment obrotowy     |
| ------------- | ----- | --------- | ----------------------------- | ------------------------- |
| C200 d        | R4    | 1993 cm³  | 183 KM (135 kW)               | 380 Nm                    |
| C220 d        | R4    | 1993 cm³  | 220 KM (162 kW) przy 4200/min | 440 Nm przy 1800–2800/min |
| C200 d 4MATIC | R4    | 1993 cm³  | 220 KM (162 kW) przy 4200/min | 440 Nm przy 1800–2800/min |
| C300 d        | R4    | 1993 cm³  | 285 KM (210 kW) przy 4200/min | 550 Nm przy 1800–2200/min |
| C300 d 4MATIC | R4    | 1993 cm³  | 285 KM (210 kW) przy 4200/min | 550 Nm przy 1800–2200/min |

#### Hybrydowe:
| Silnik                   | Układ | Pojemność | Moc maksymalna  | Maks. moment obrotowy |
| ------------------------ | ----- | --------- | --------------- | --------------------- |
| C300 e                   | R4    | 1999 cm³  | 308 KM (230 kW) | 550 Nm                |
| C300 e 4MATIC            | R4    | 1999 cm³  | 308 KM (230 kW) | 550 Nm                |
| C400 e 4MATIC            | R4    | 1999 cm³  | 375 KM (280 kW) | 650 Nm                |
| AMG C 63 S E PERFORMANCE | R4    | 1991 cm³  | 671 KM (500 kW) | 1020 Nm               |
| C300 de                  | R4    | 1993 cm³  | 129 KM (95 kW)  | 440 Nm                |
| C300 de 4MATIC           | R4    | 1993 cm³  | 129 KM (95 kW)  | 440 Nm                |